# Liste des attractions touristiques de Taïwan

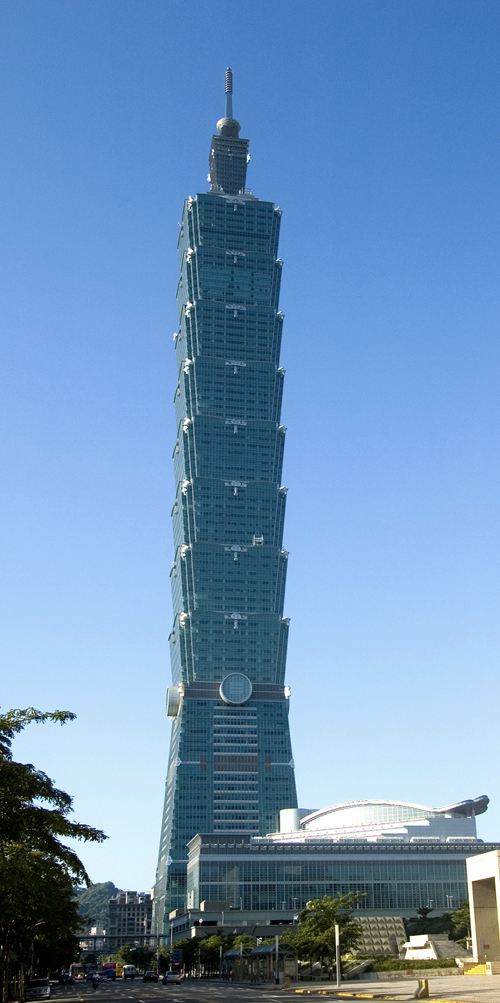
Taipei 101 à Taipei

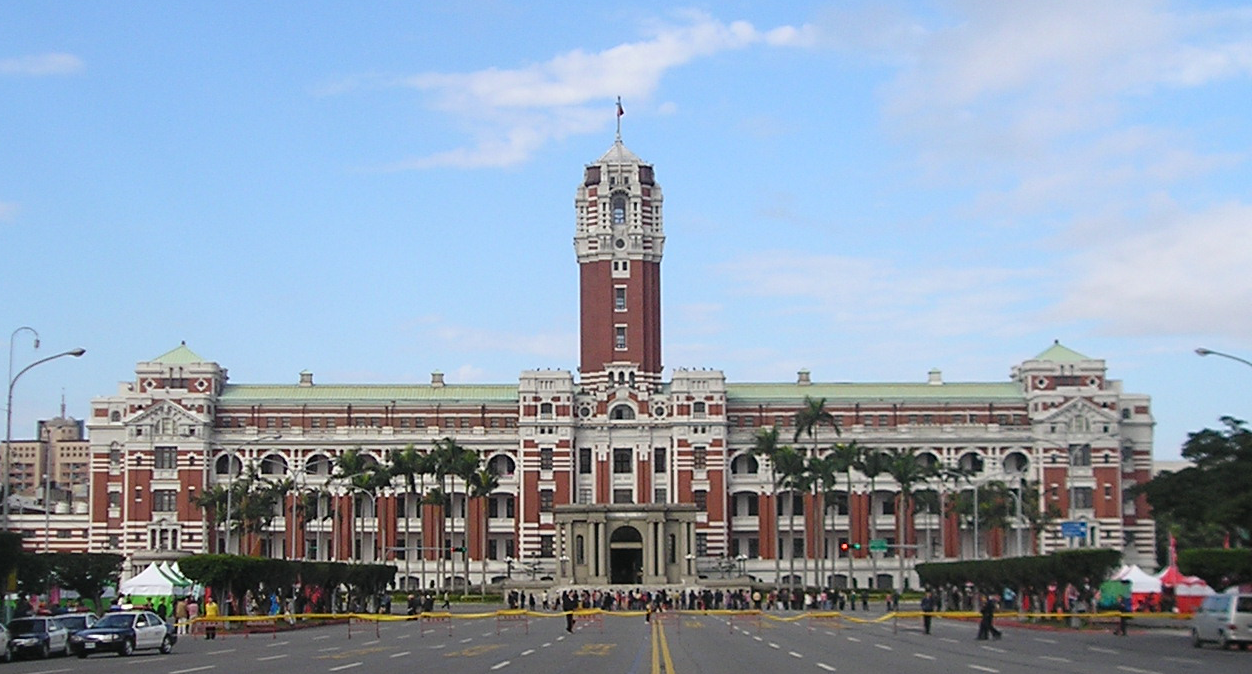
Palais présidentiel à Taipei

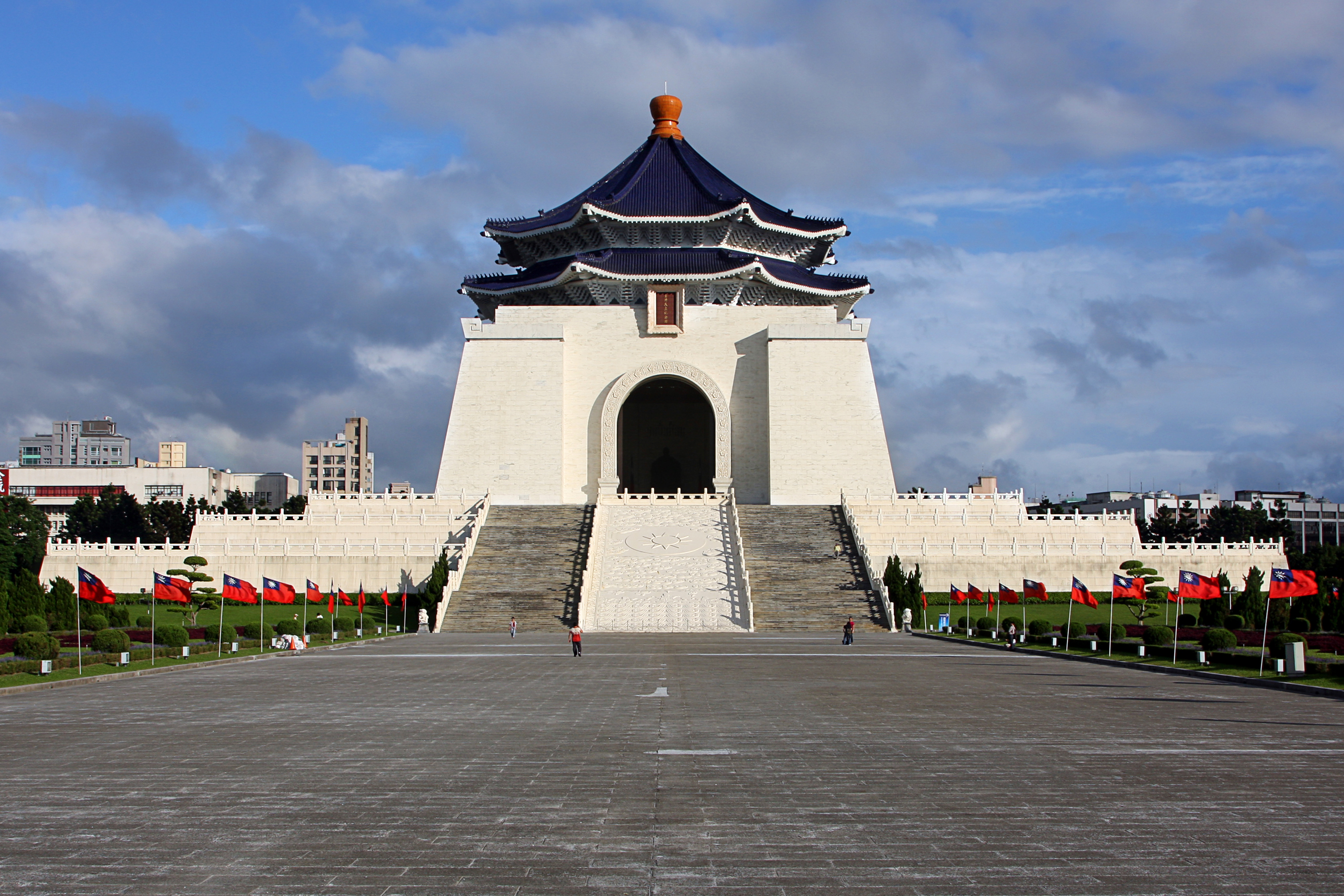
Mémorial de Tchang Kaï-chek à Taipei

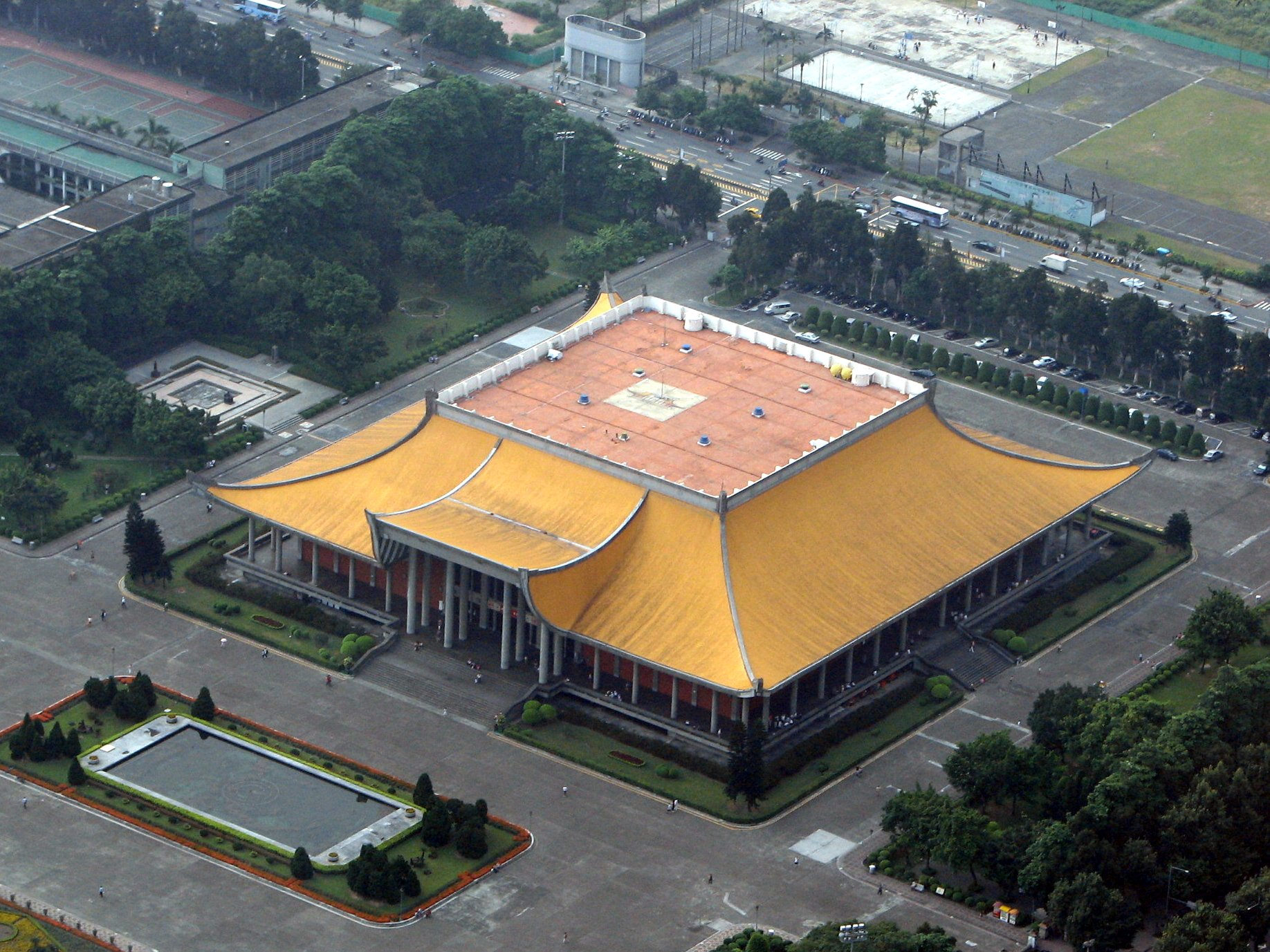
Memorial Hall de Sun Yat-sen à Taipei

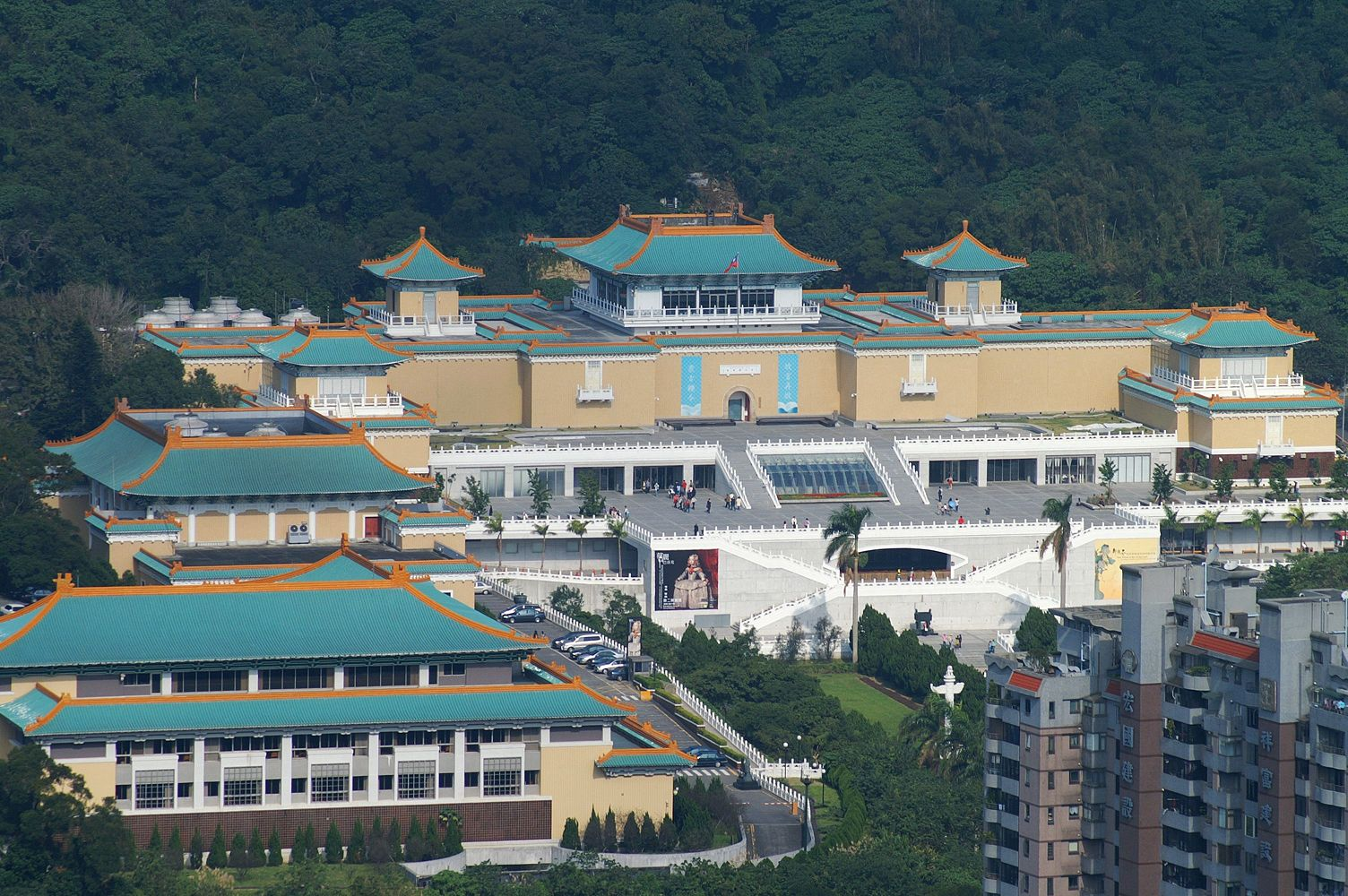
Musée national du Palais à Taipei

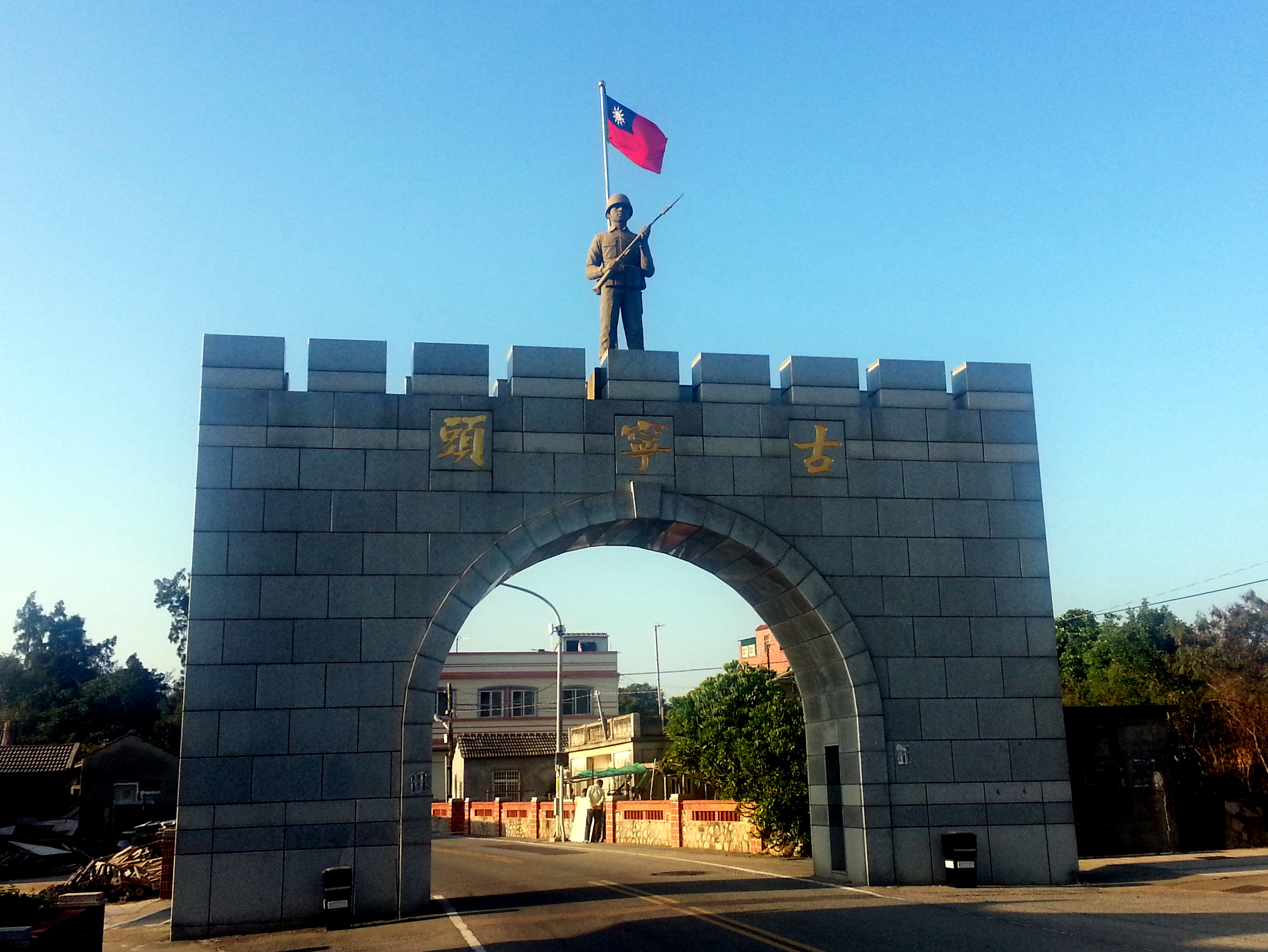
Musée de la guerre de Guningtou dans le comté de Kinmen

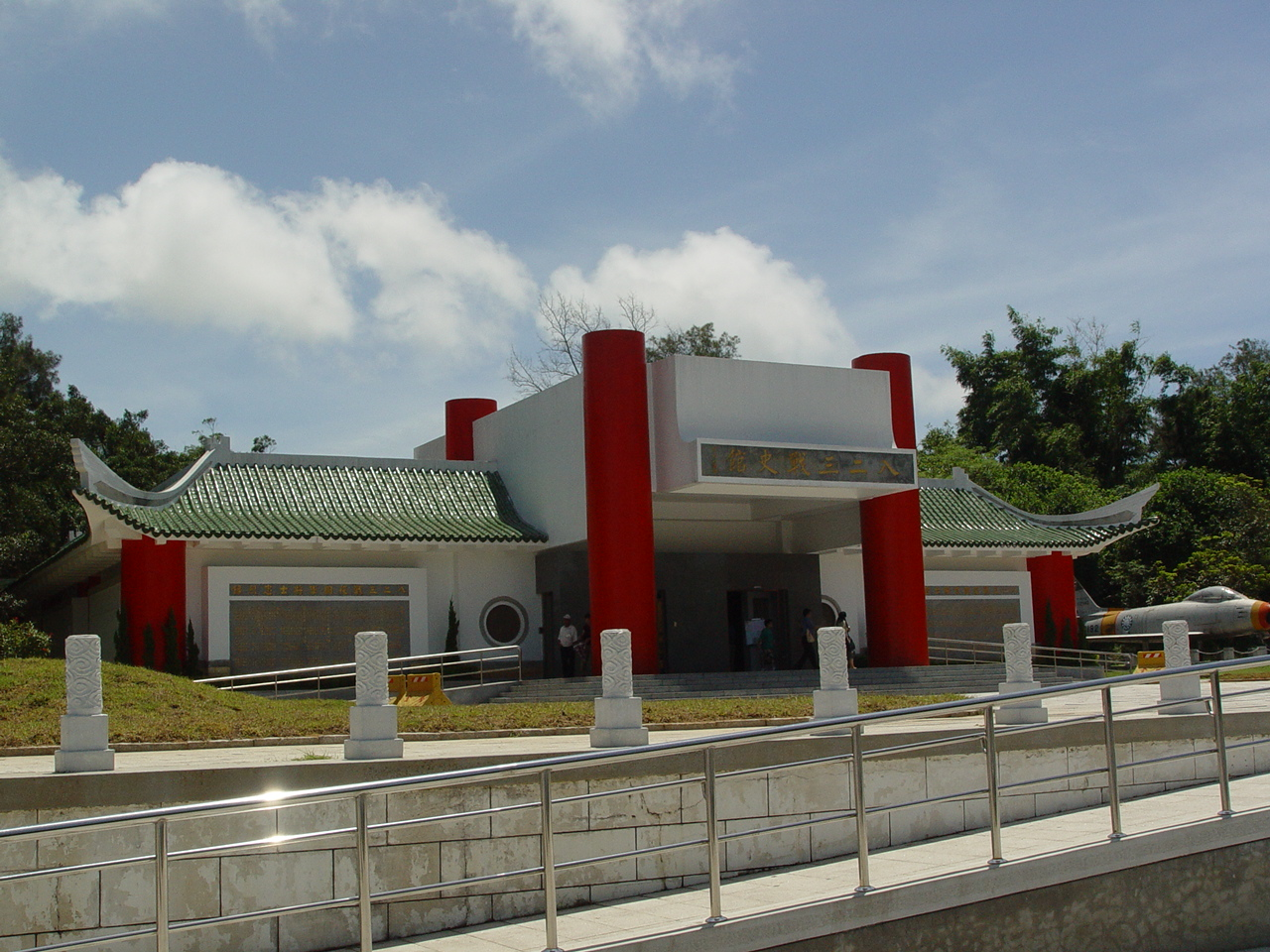
Musée de la guerre d'artillerie du 23 août dans le comté de Kinmen

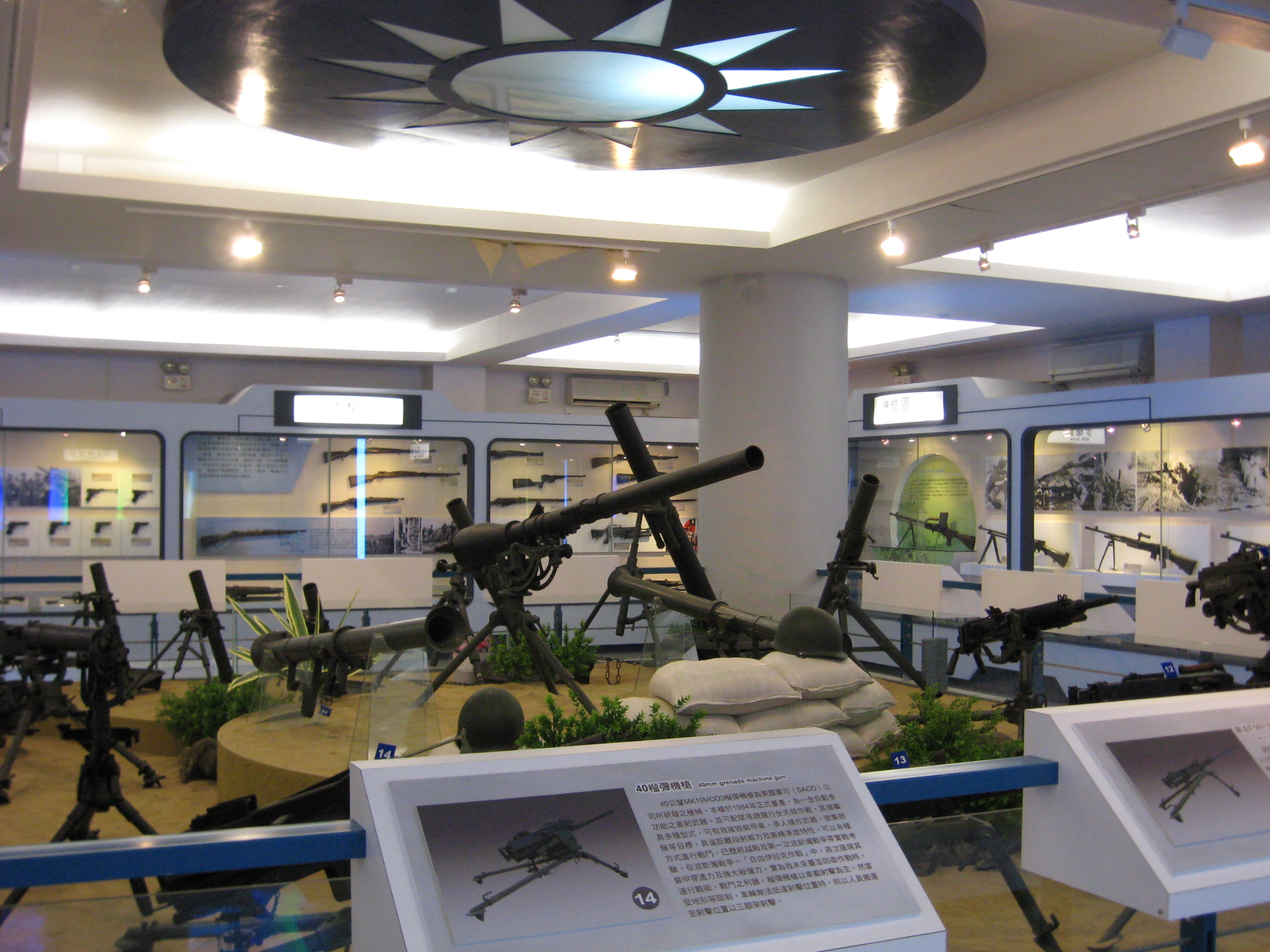
Musée des forces armées de la République de Chine à Taipei

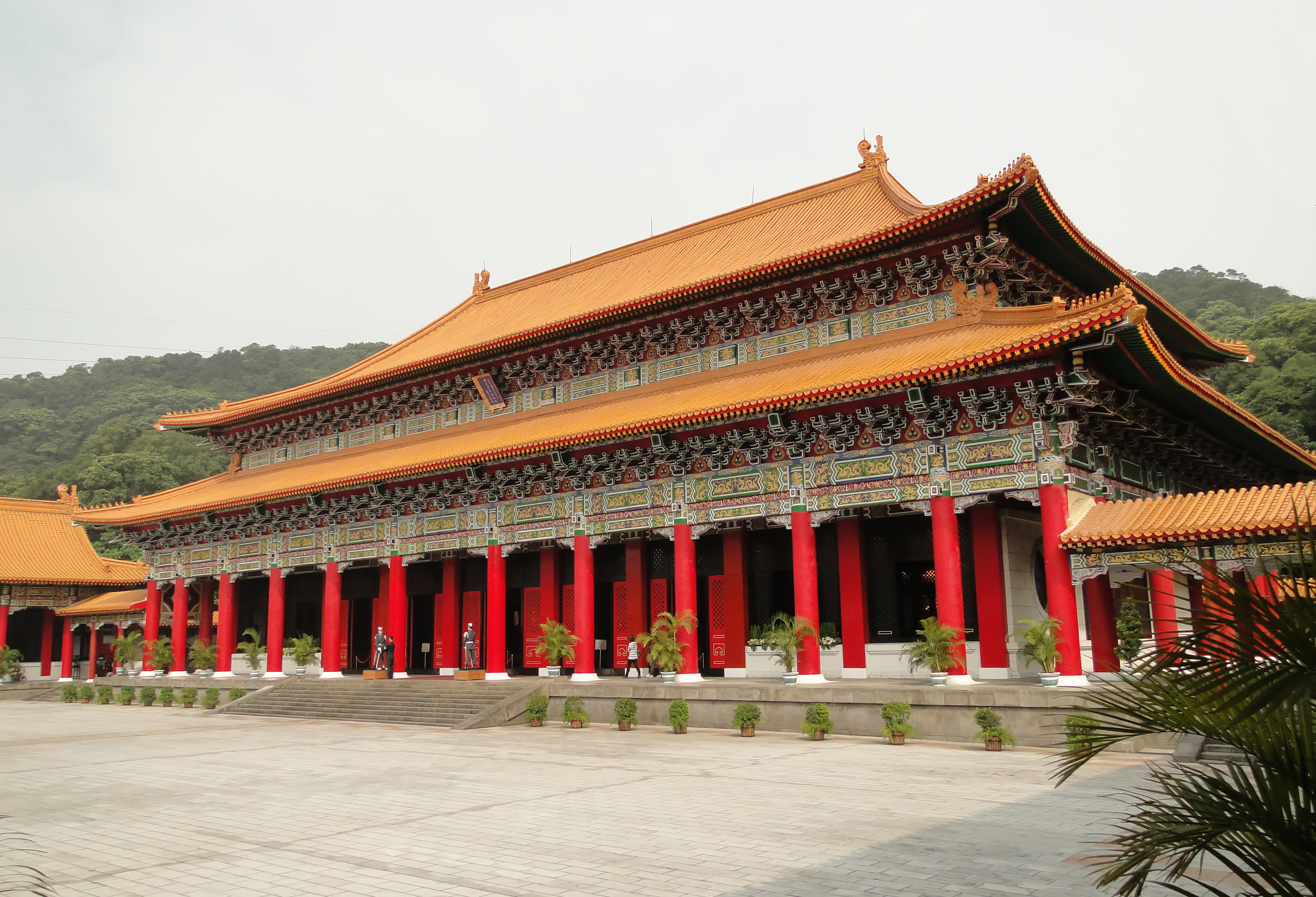
Sanctuaire national des martyrs de la révolution à Taipei

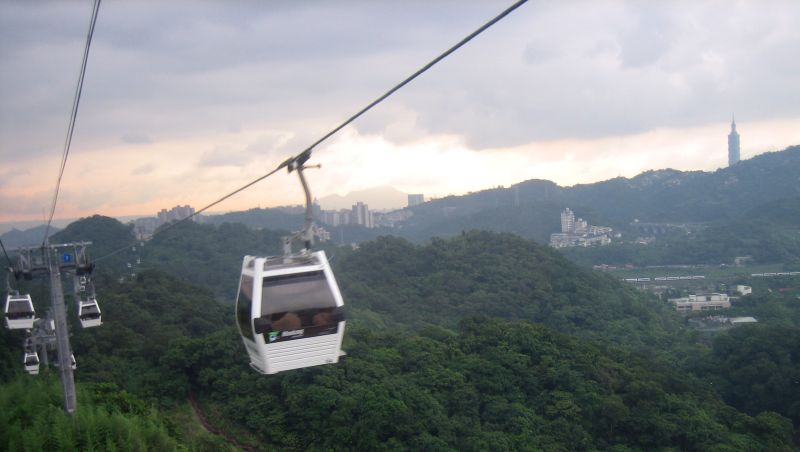
Maokong Gondola à Taipei

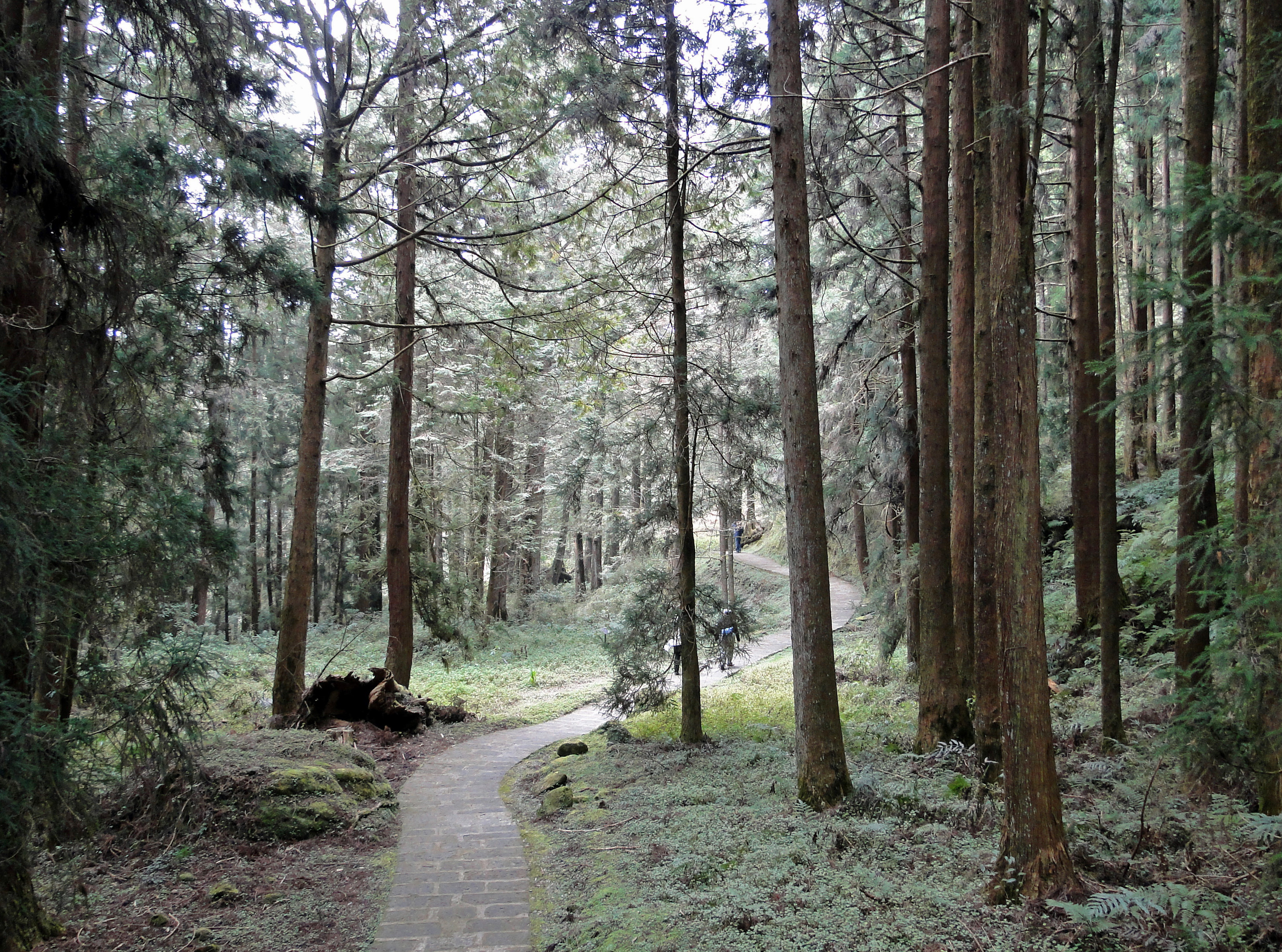
Mont Ali dans le comté de Chiayi

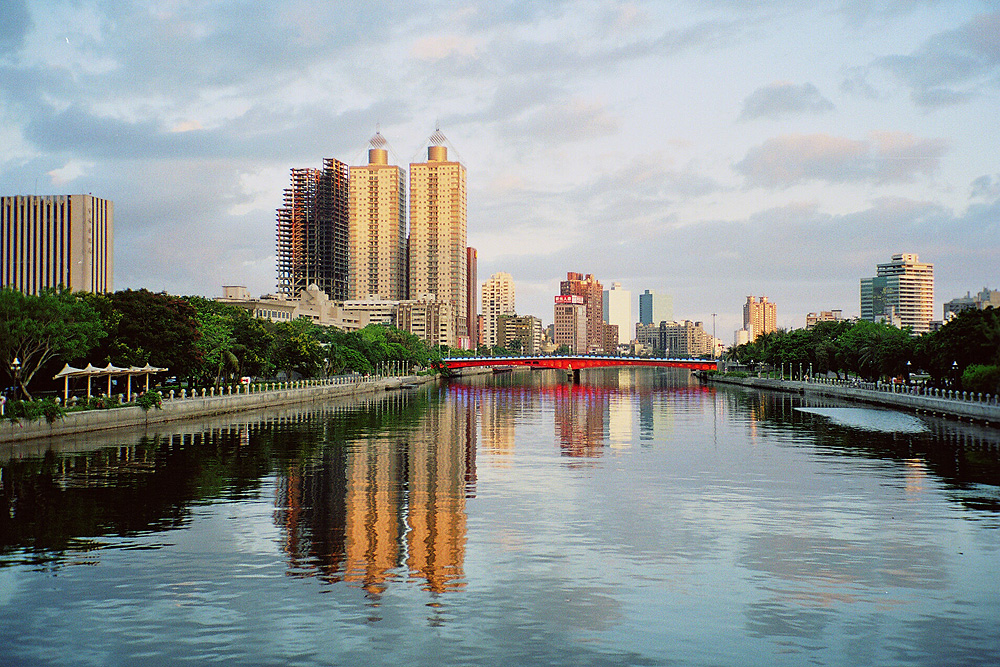
Rivière de l'amour à Kaohsiung

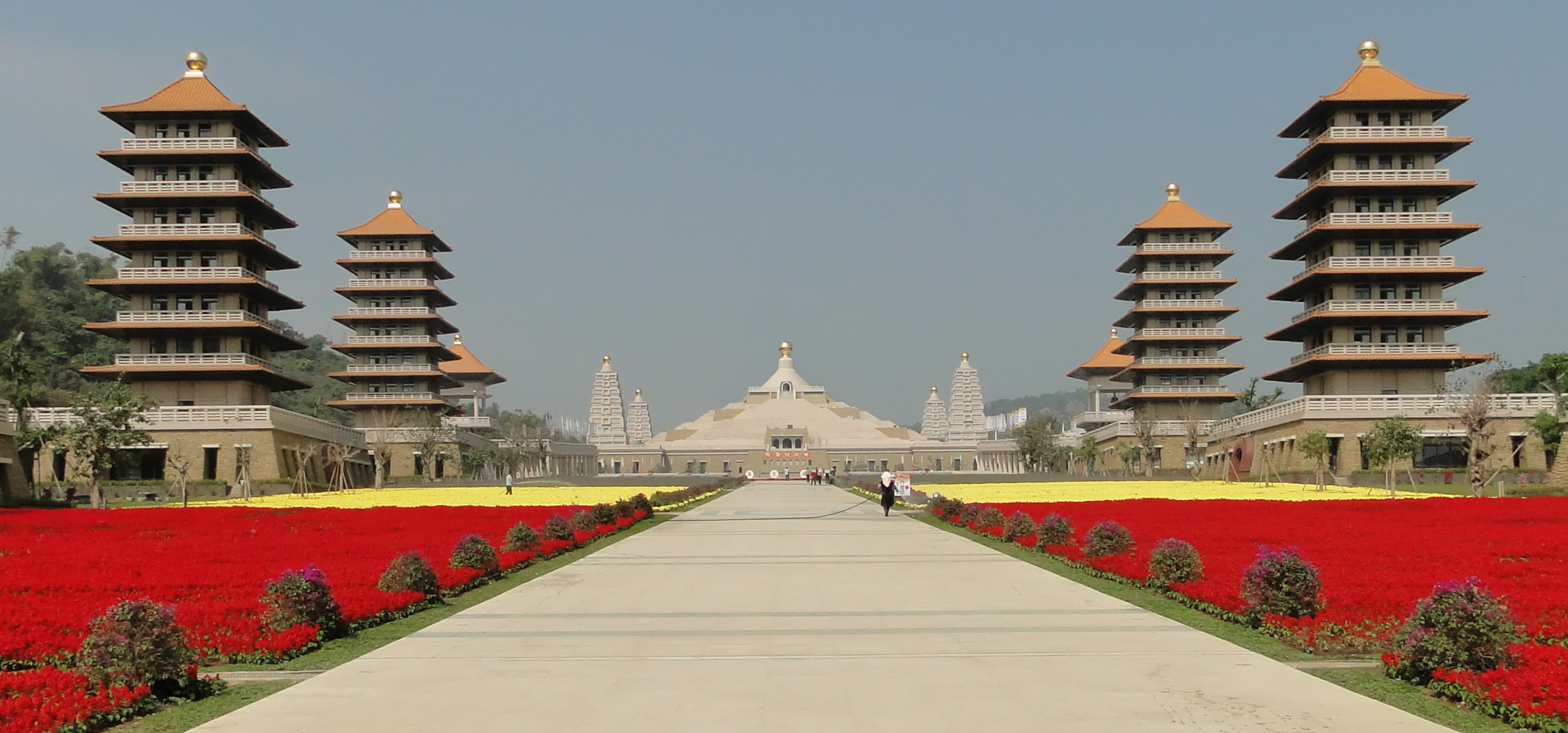
Centre mémoriel du Bouddha Fo Guang Shan à Kaohsiung

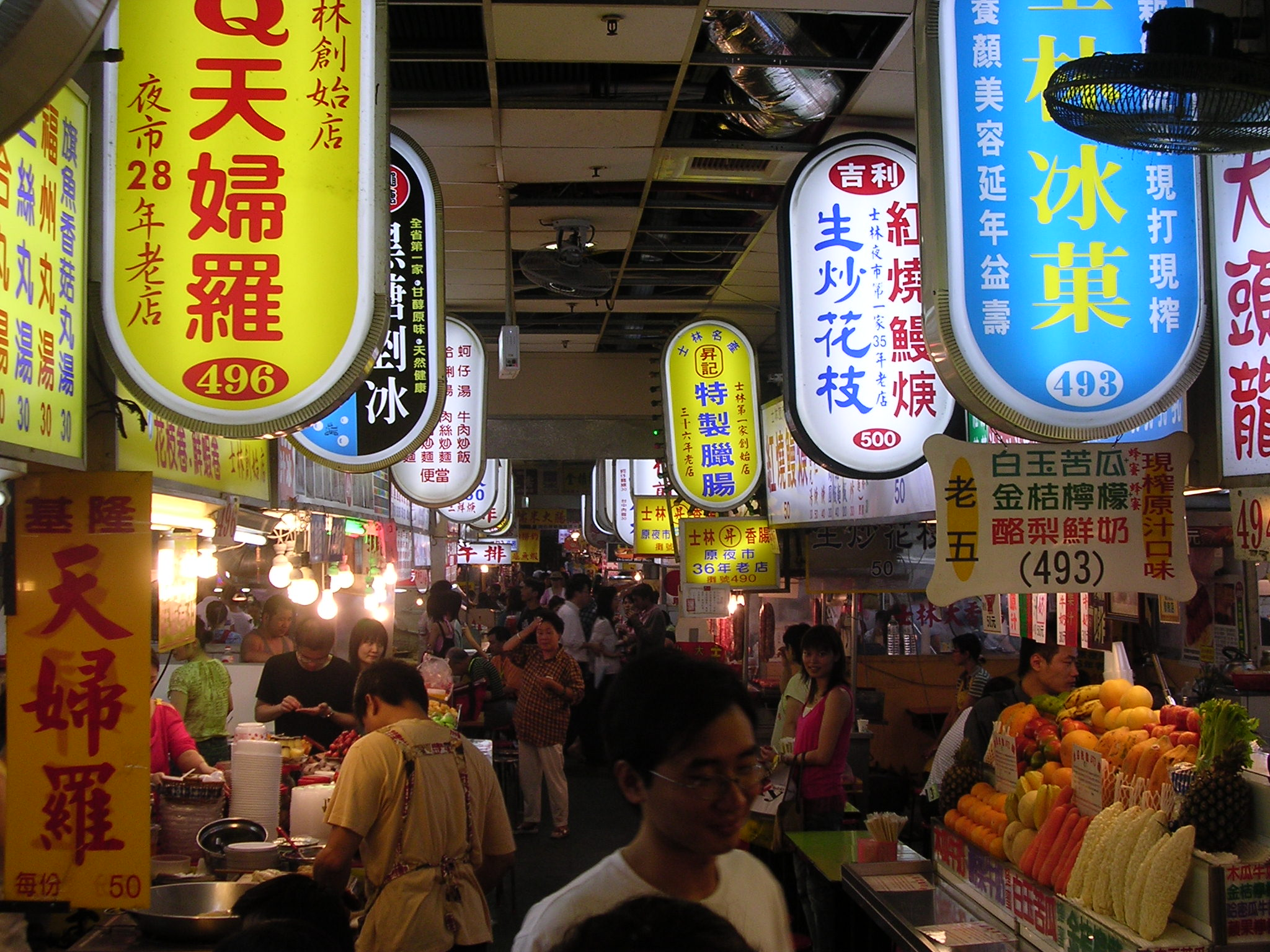
Marché nocturne de Shilin à Taipei

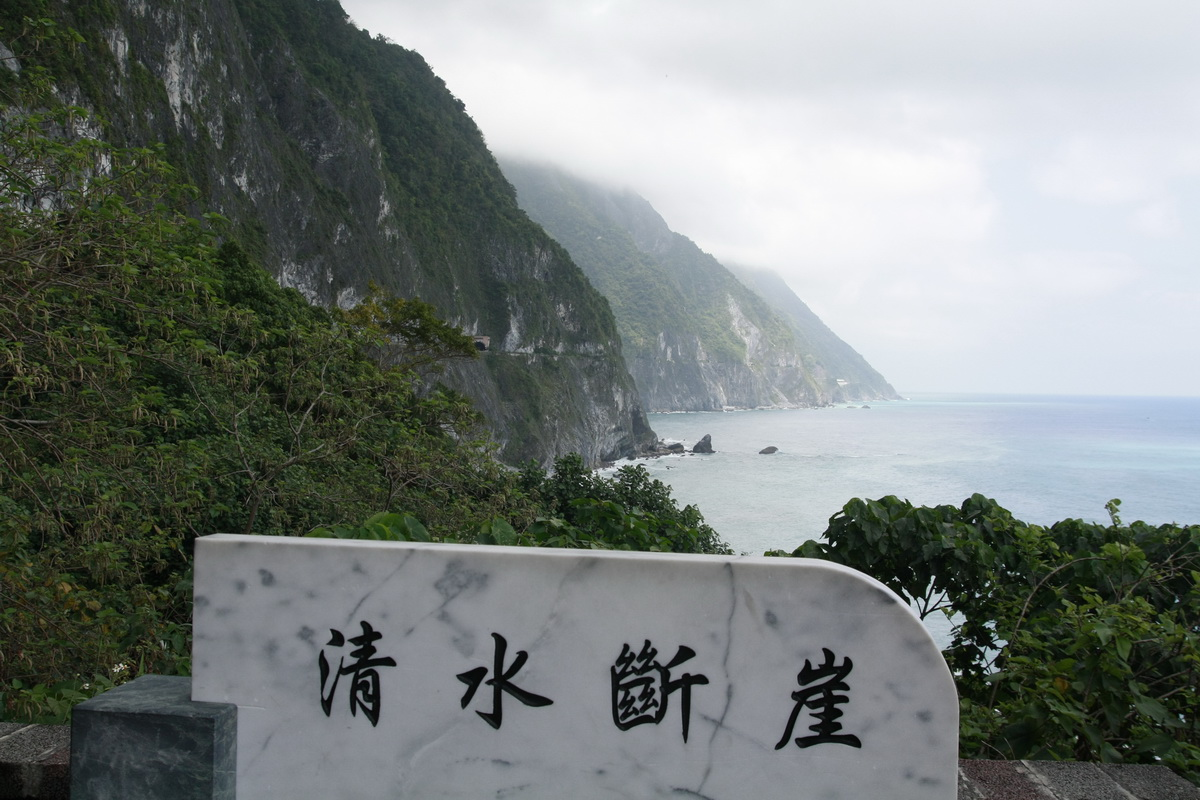
Falaise de Chingshui dans le comté de Hualien

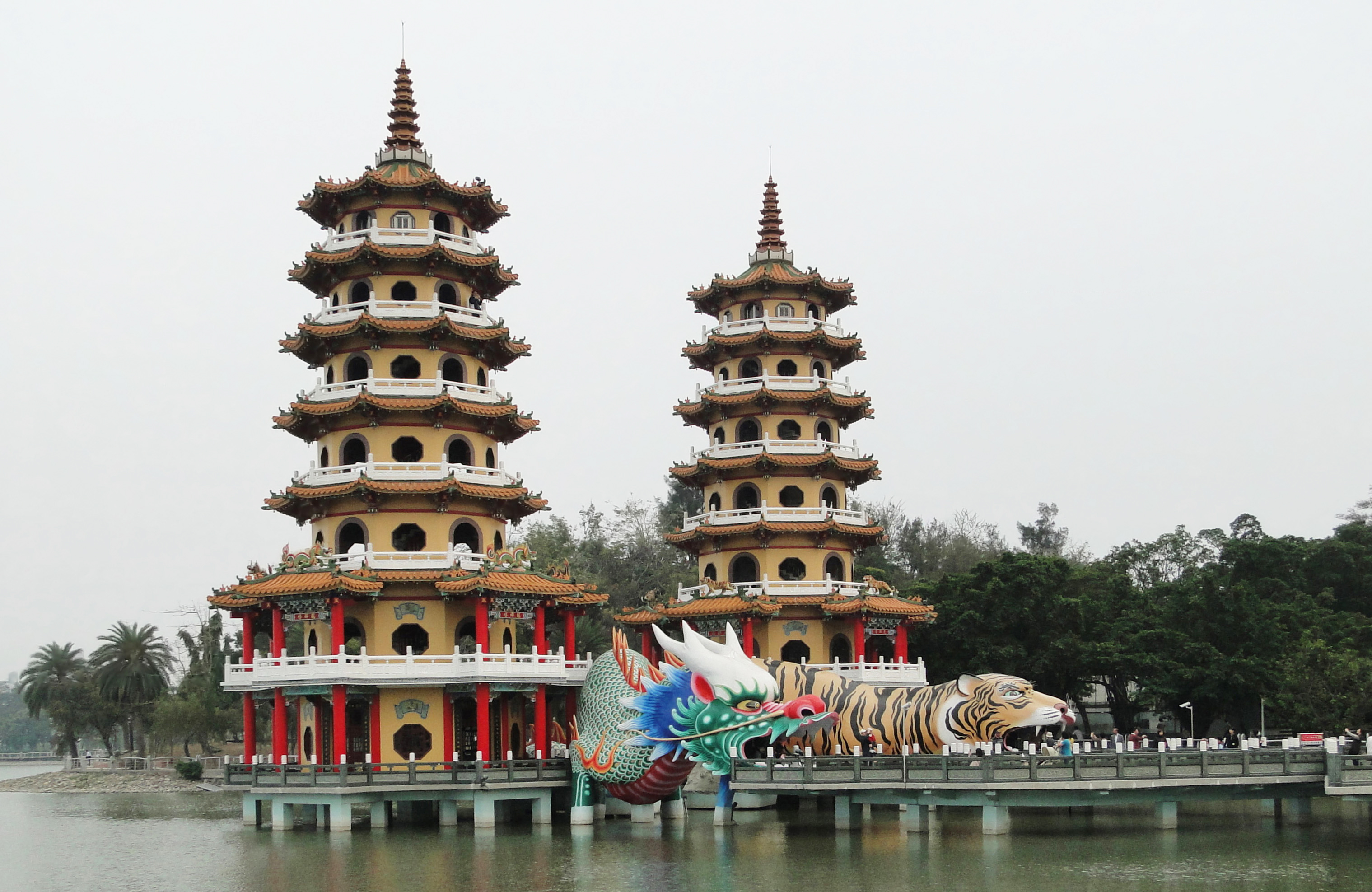
Pagodes du dragon et du tigre à Kaohsiung

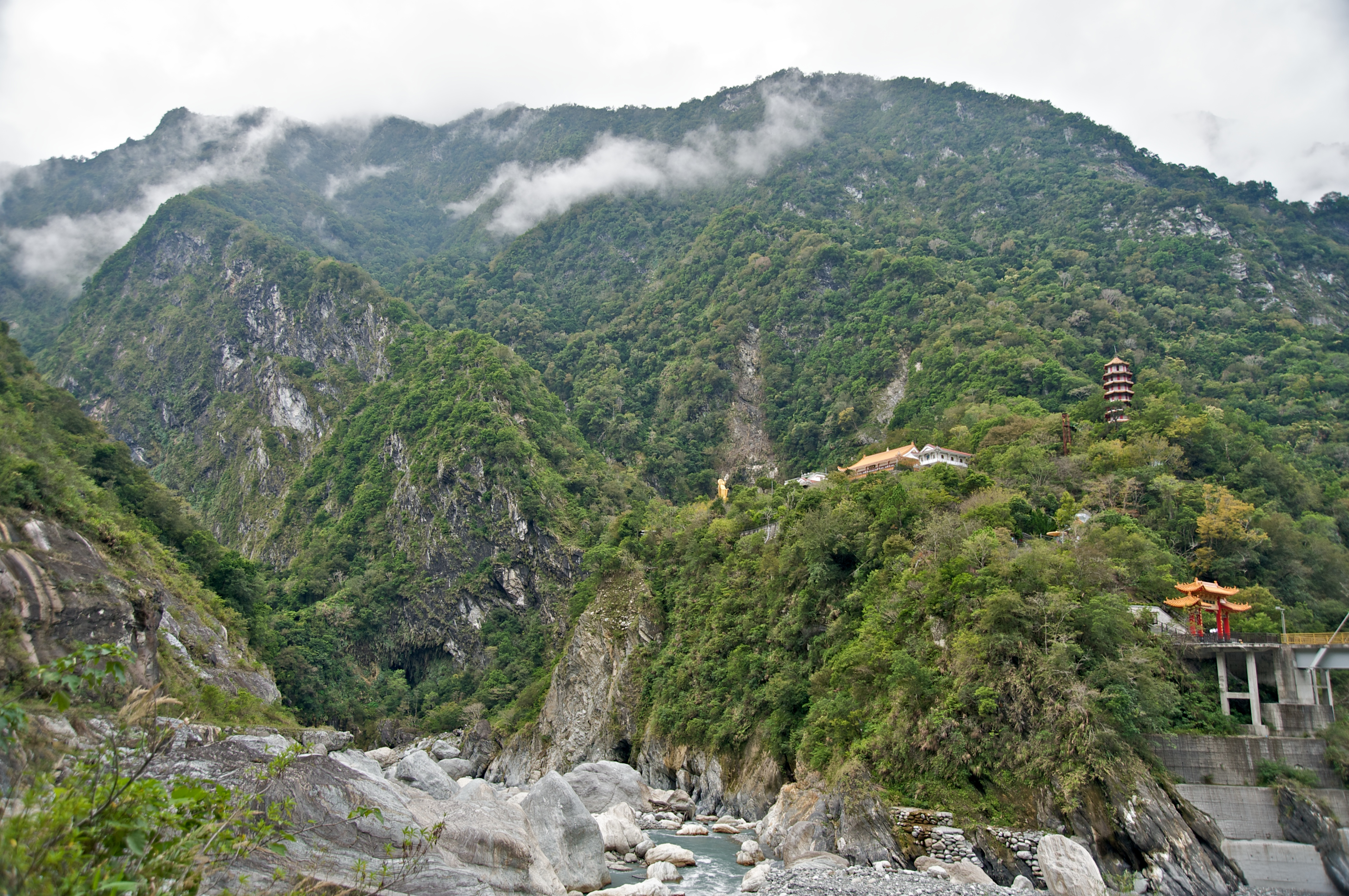
Parc national de Taroko

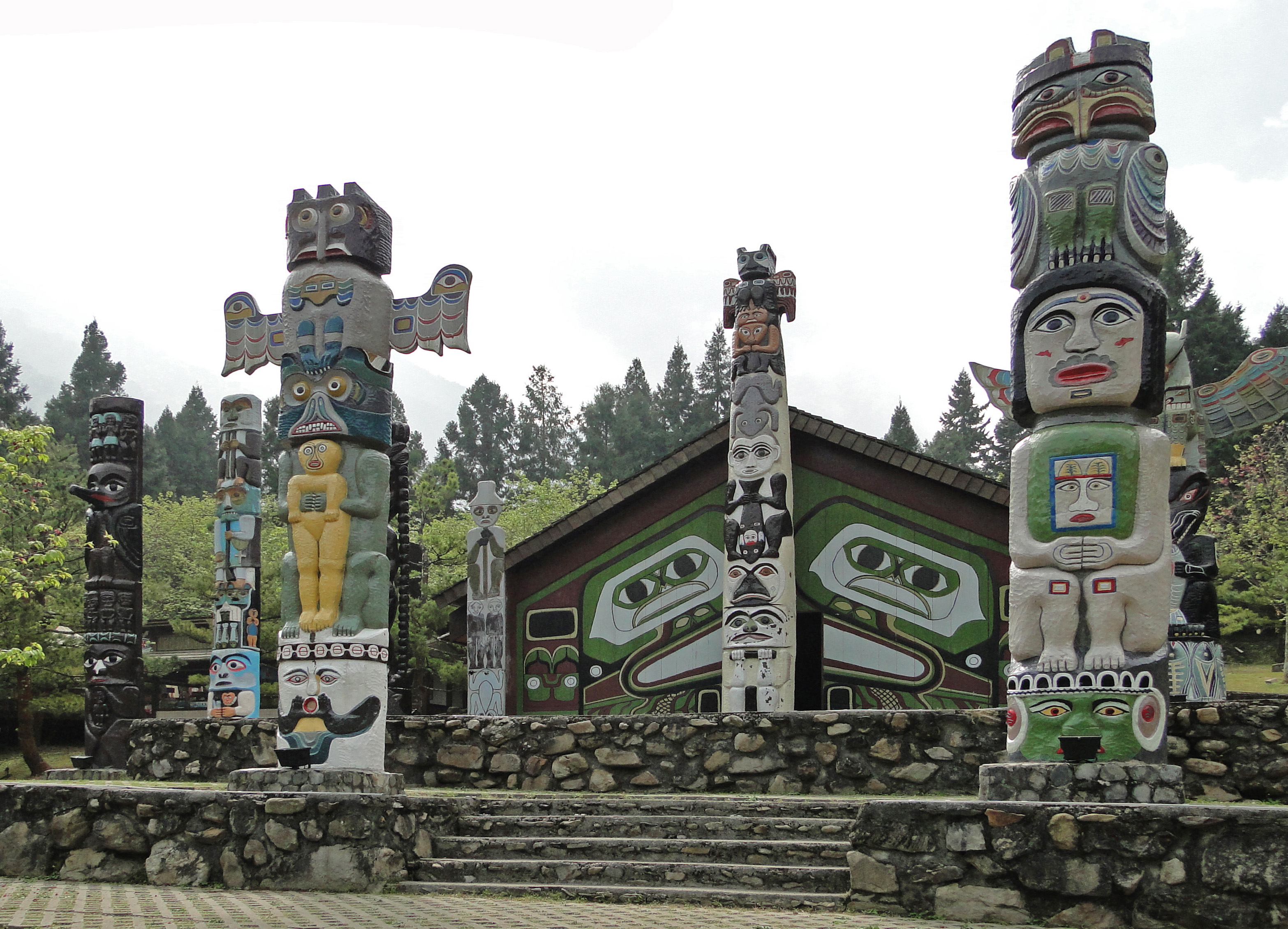
Village culturel autochtone formosan dans le comté de Nantou

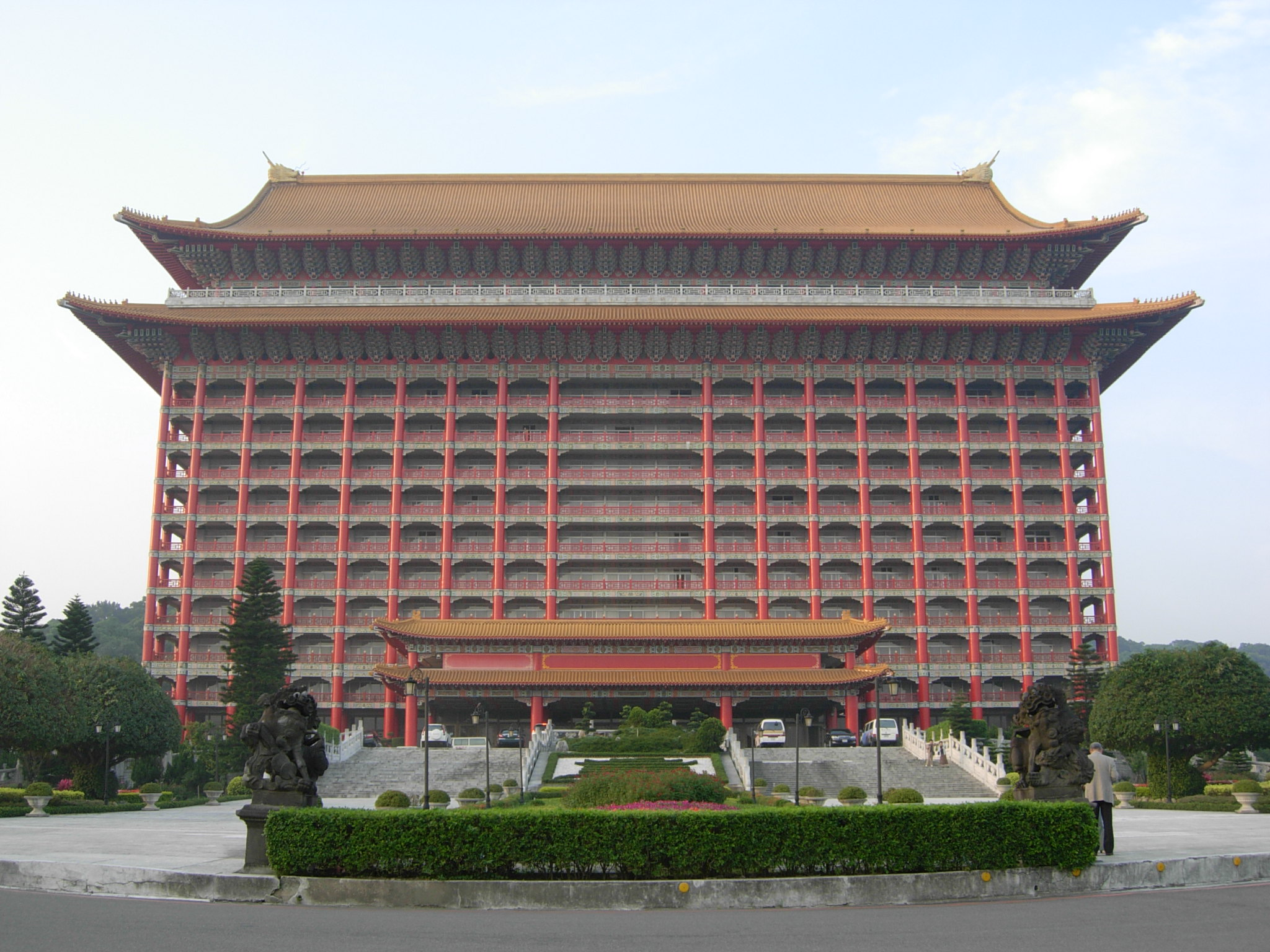
Grand Hôtel à Taipei

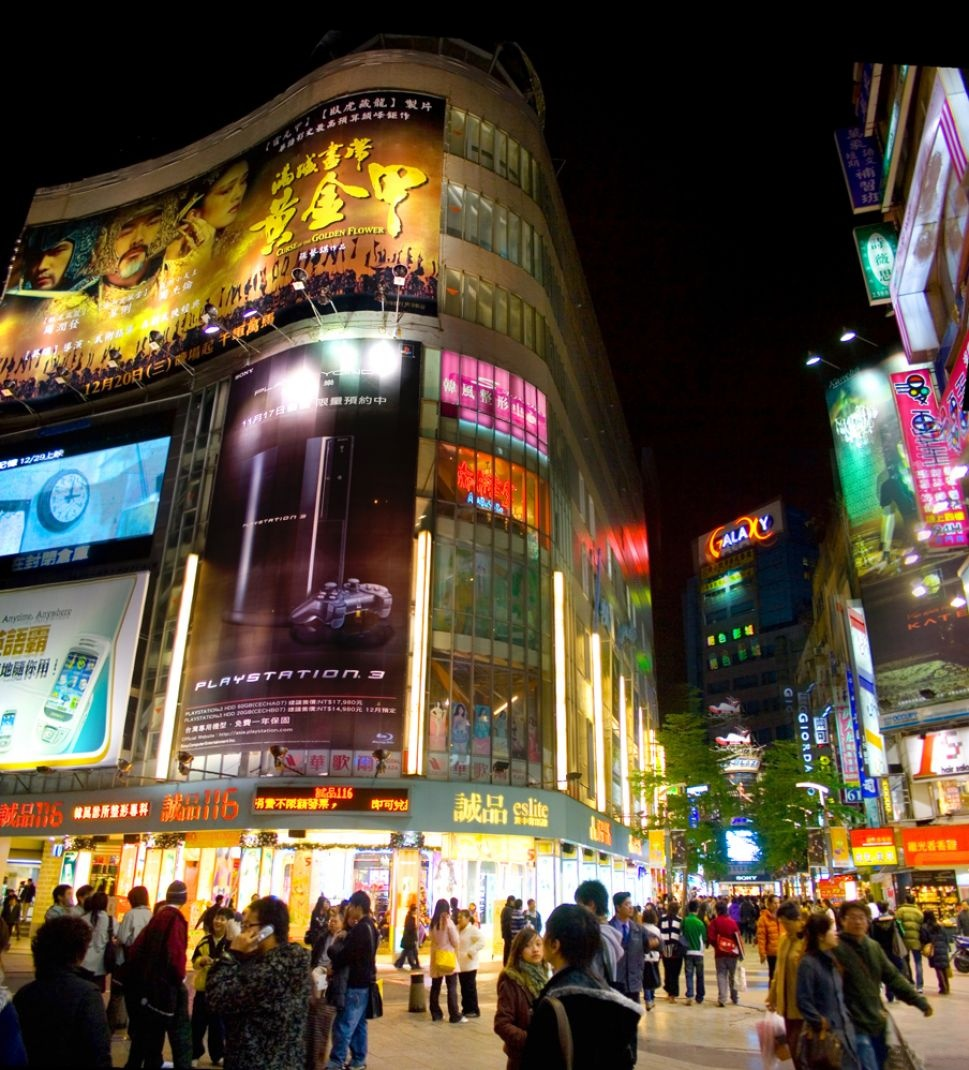
Ximending à Taipei

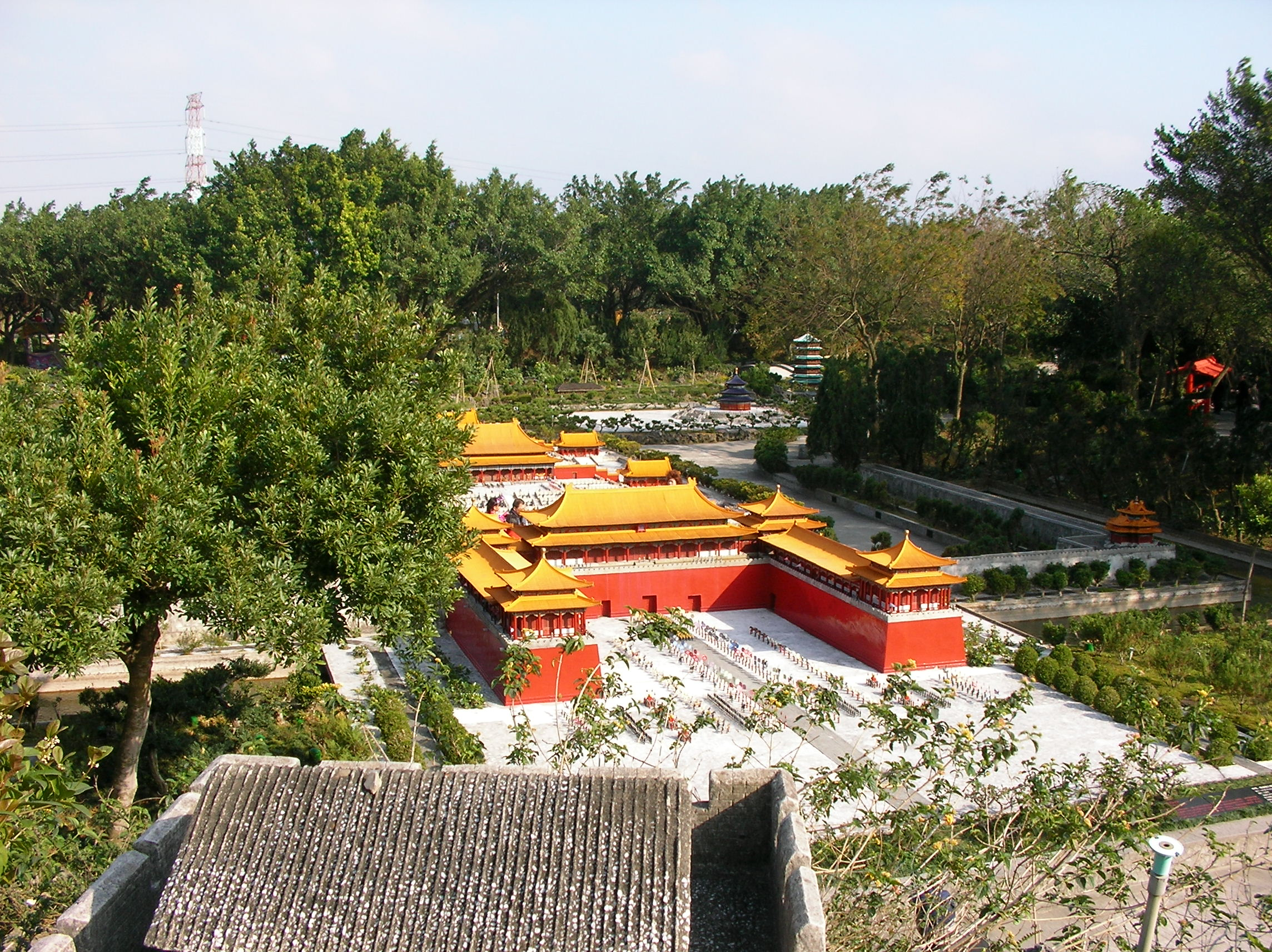
Parc d'attraction "Fenêtre sur la Chine" dans la municipalité de Taoyuan

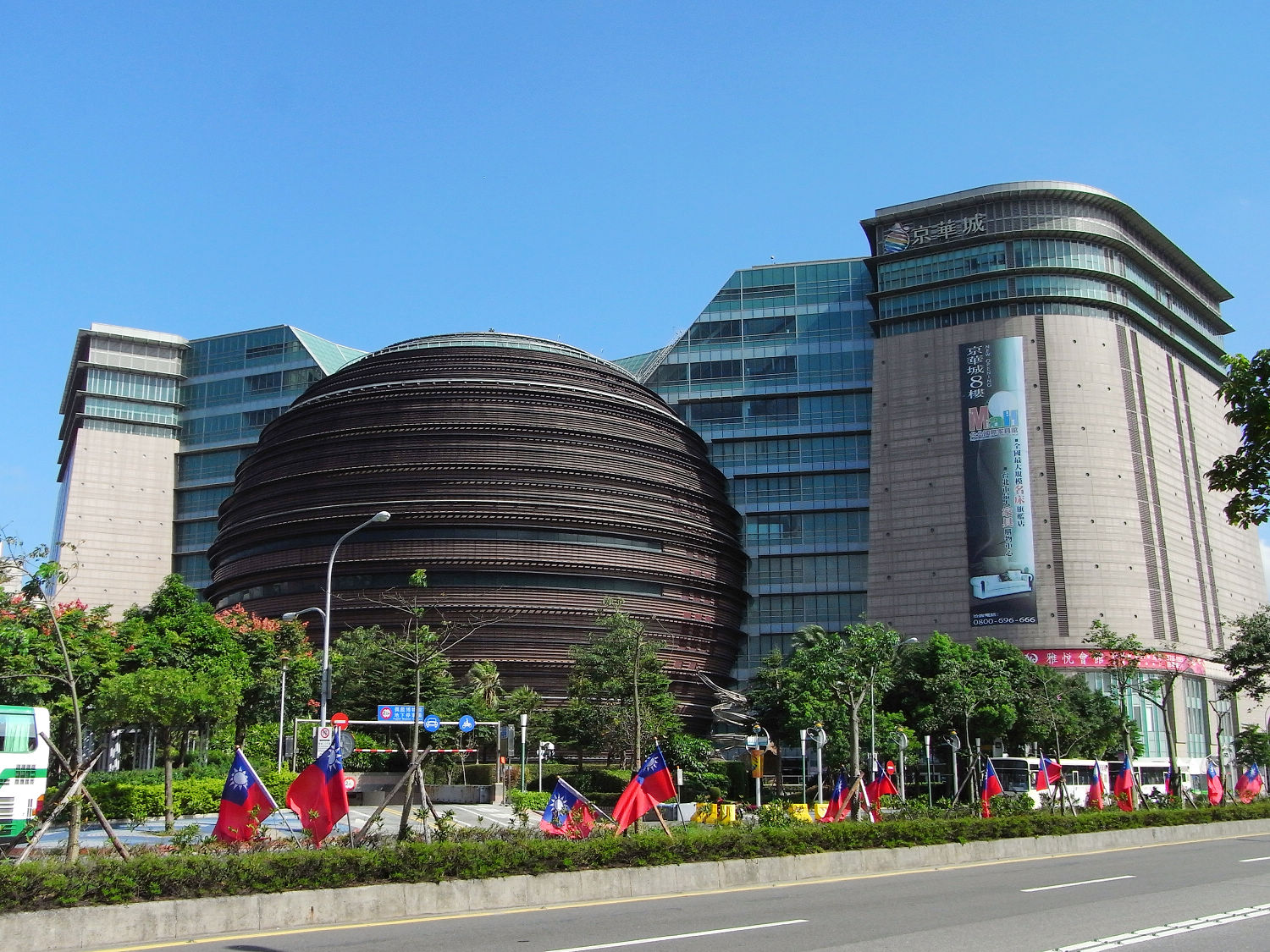
Core Pacific City à Taipei

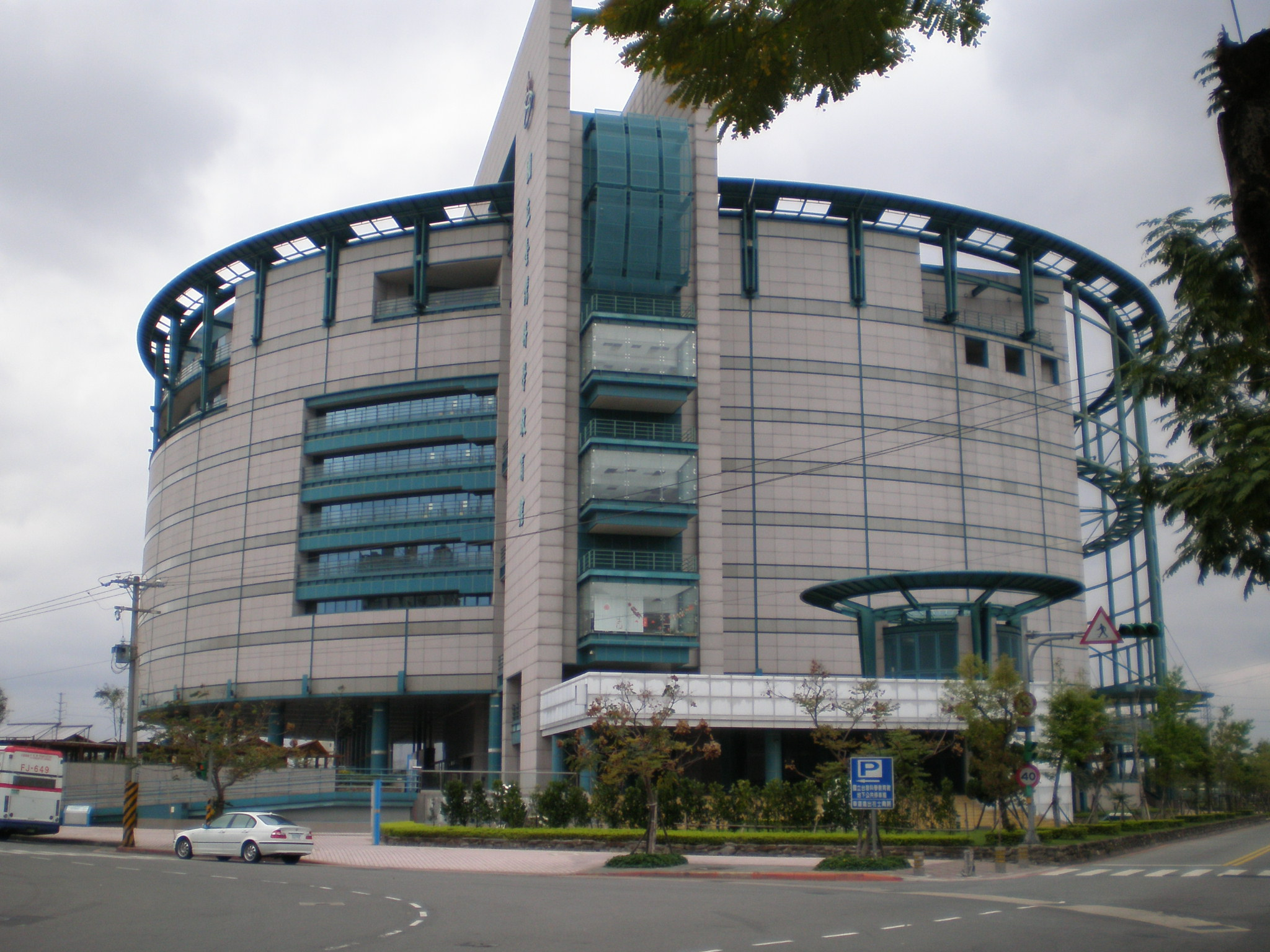
Centre national de l'éducation scientifique de Taïwan à Taipei

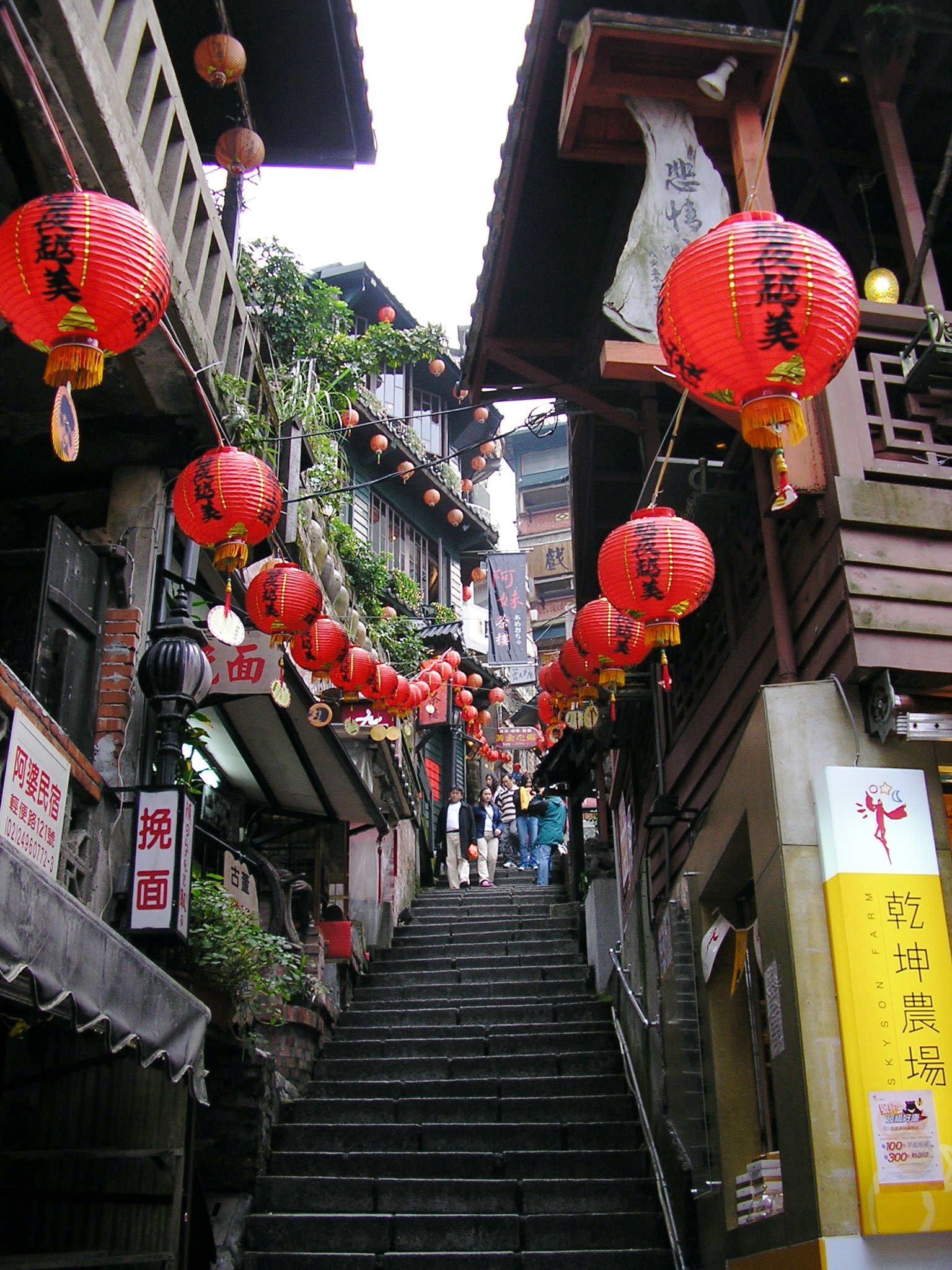
Jiufen à Nouveau Taipei

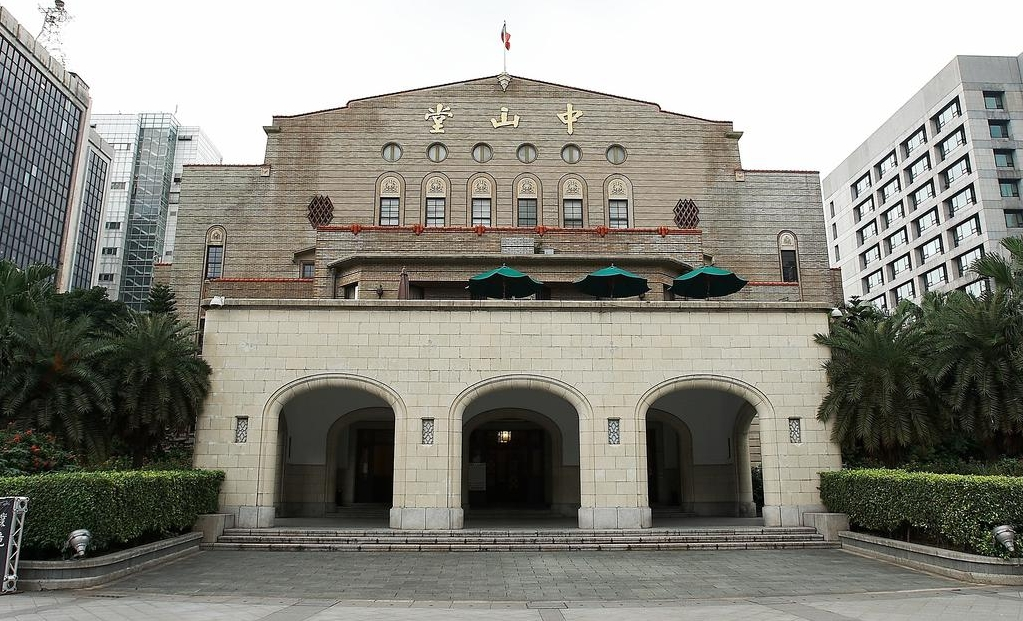
Zhongshan Hall à Taipei

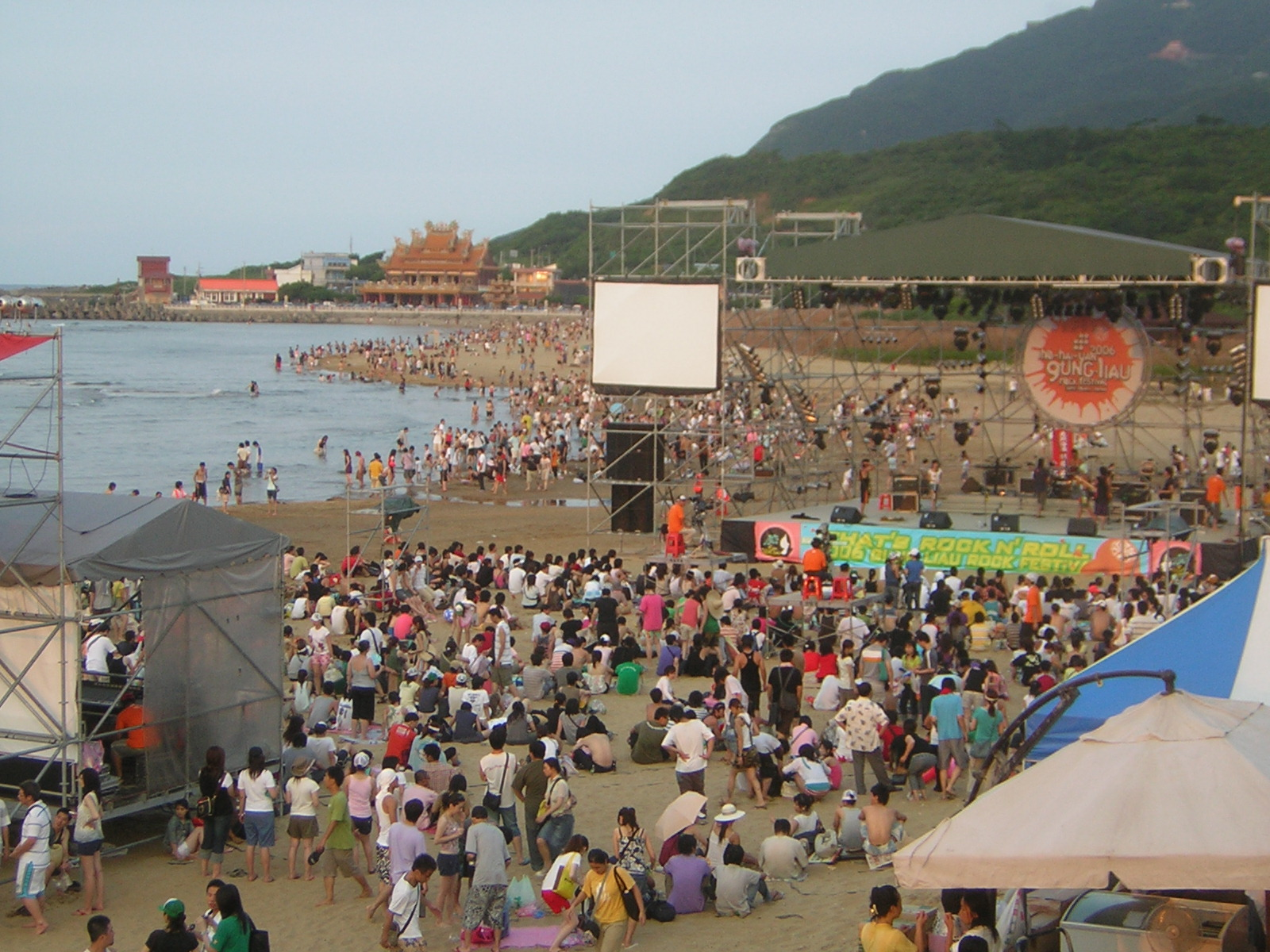
Plage Fulong à Nouveau Taipei

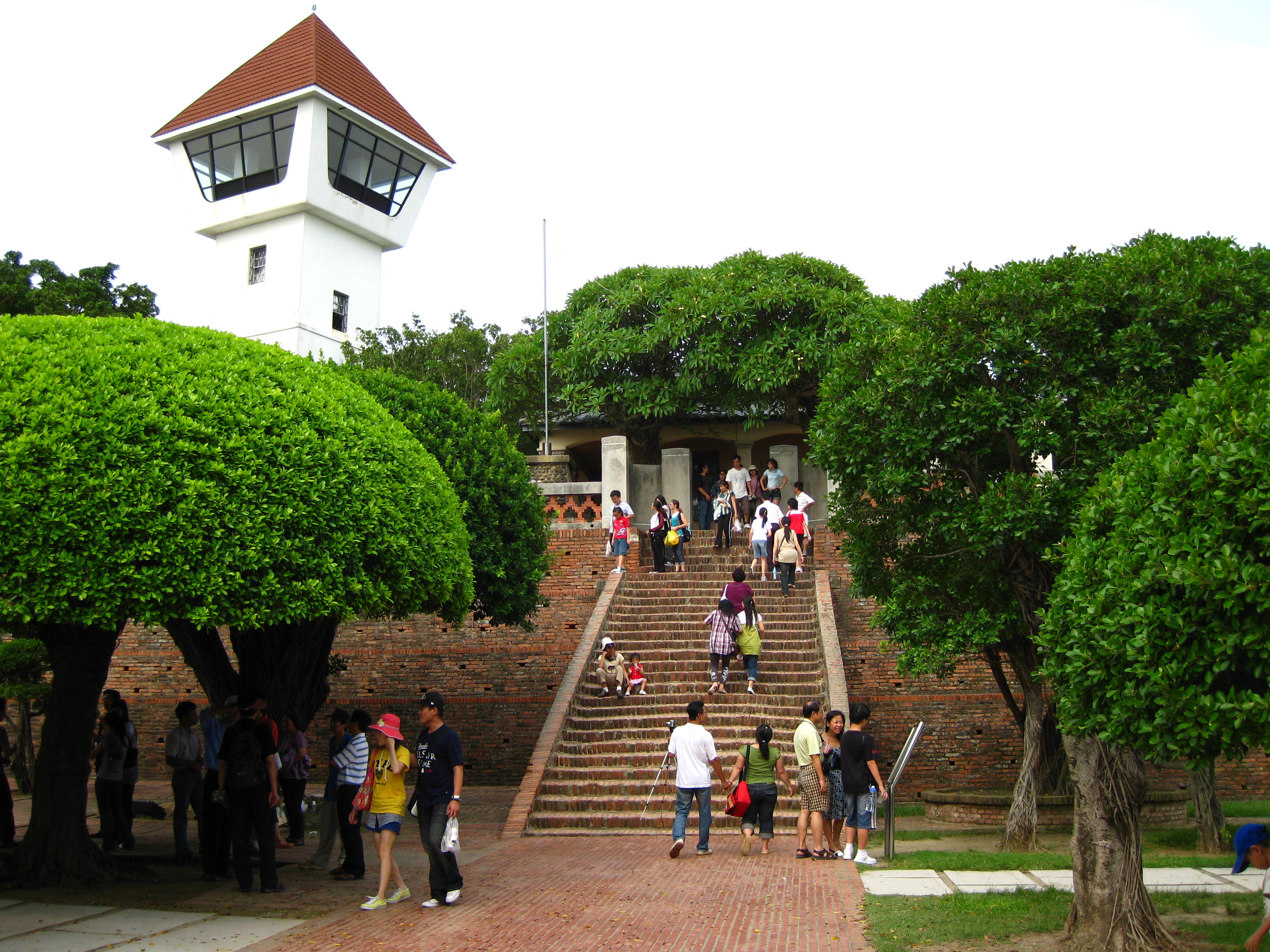
Fort Zeelandia à Tainan

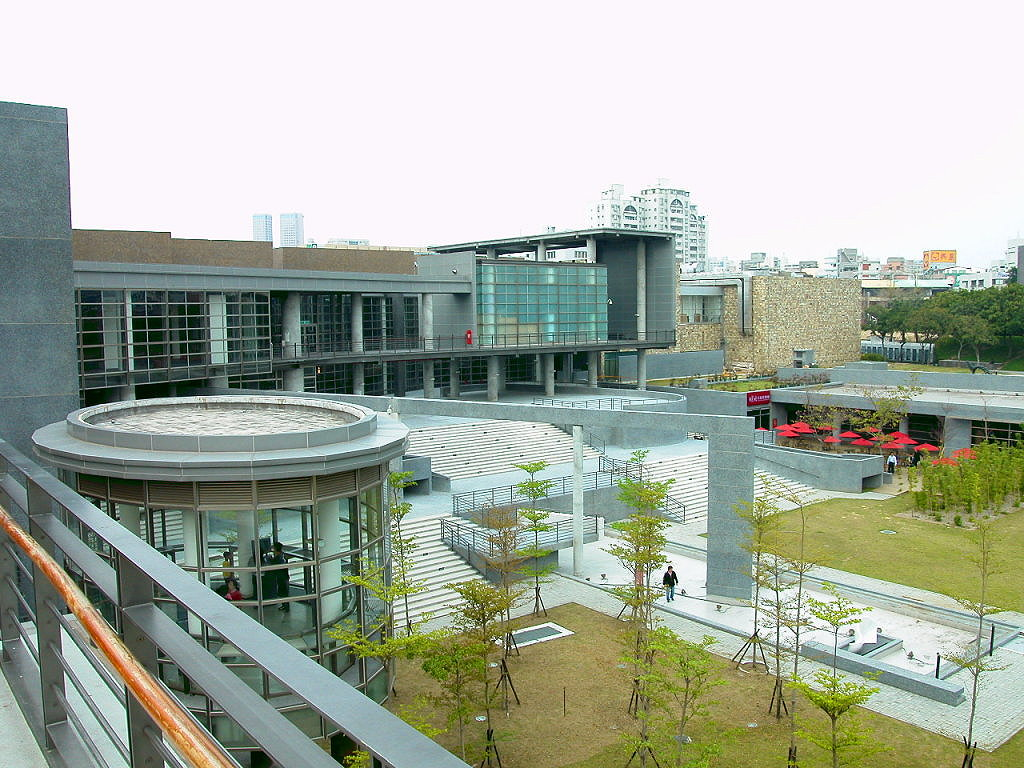
Musée national des beaux-arts de Taiwan à Taichung

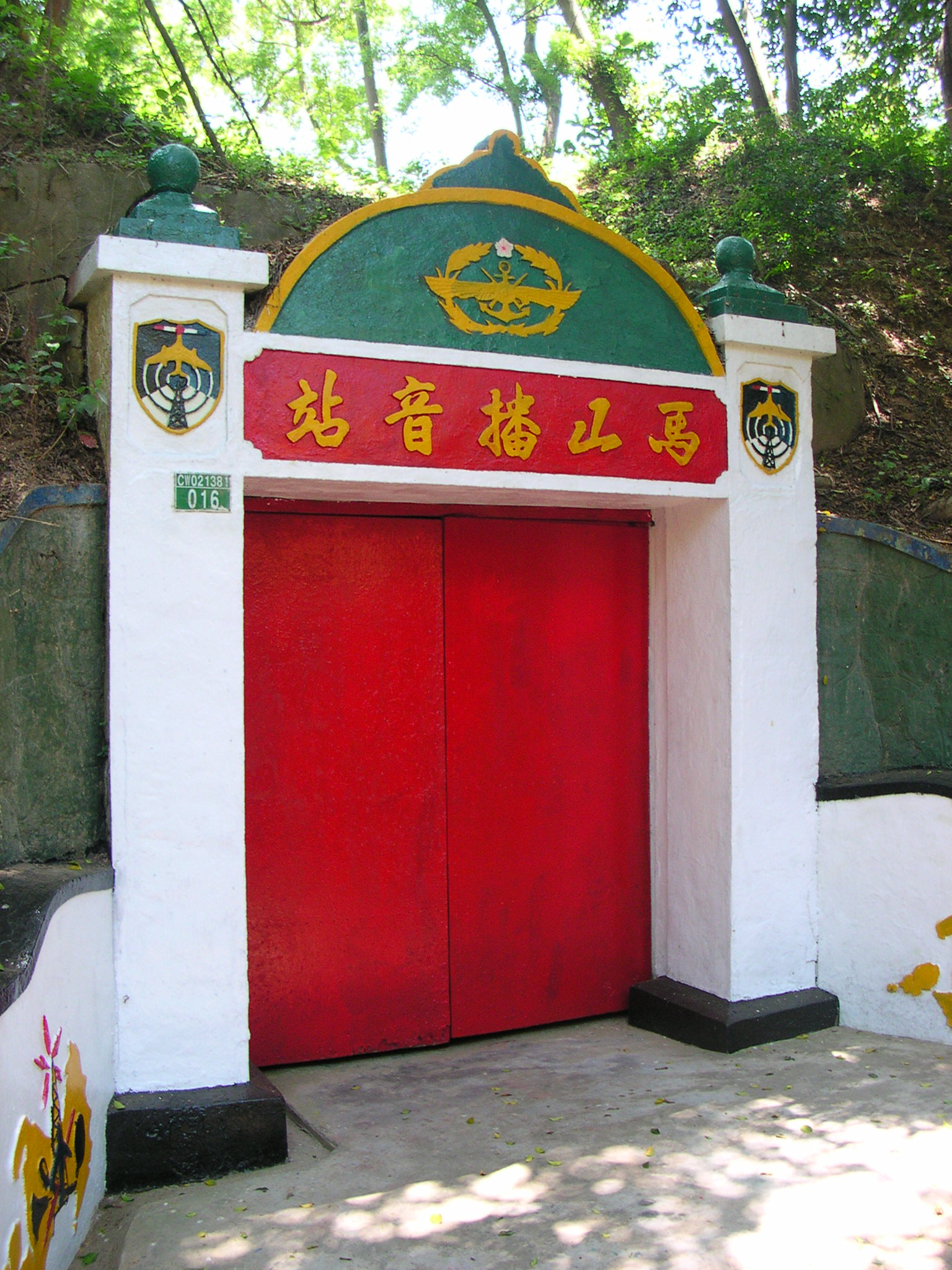
Station de radiodiffusion et d'observation de Mashan dans le comté de Kinmen

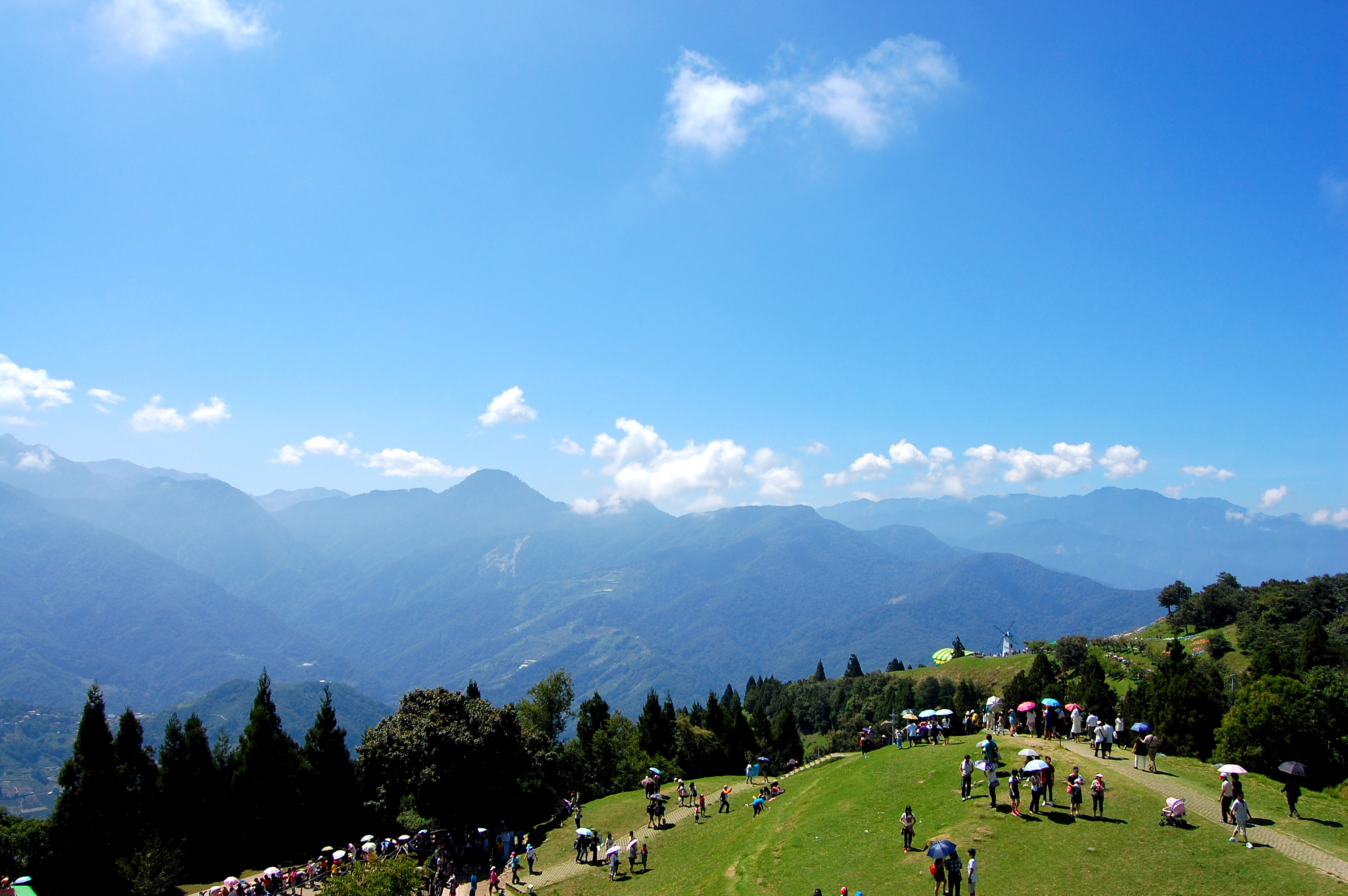
Ferme Qingjing dans le comté de Nantou

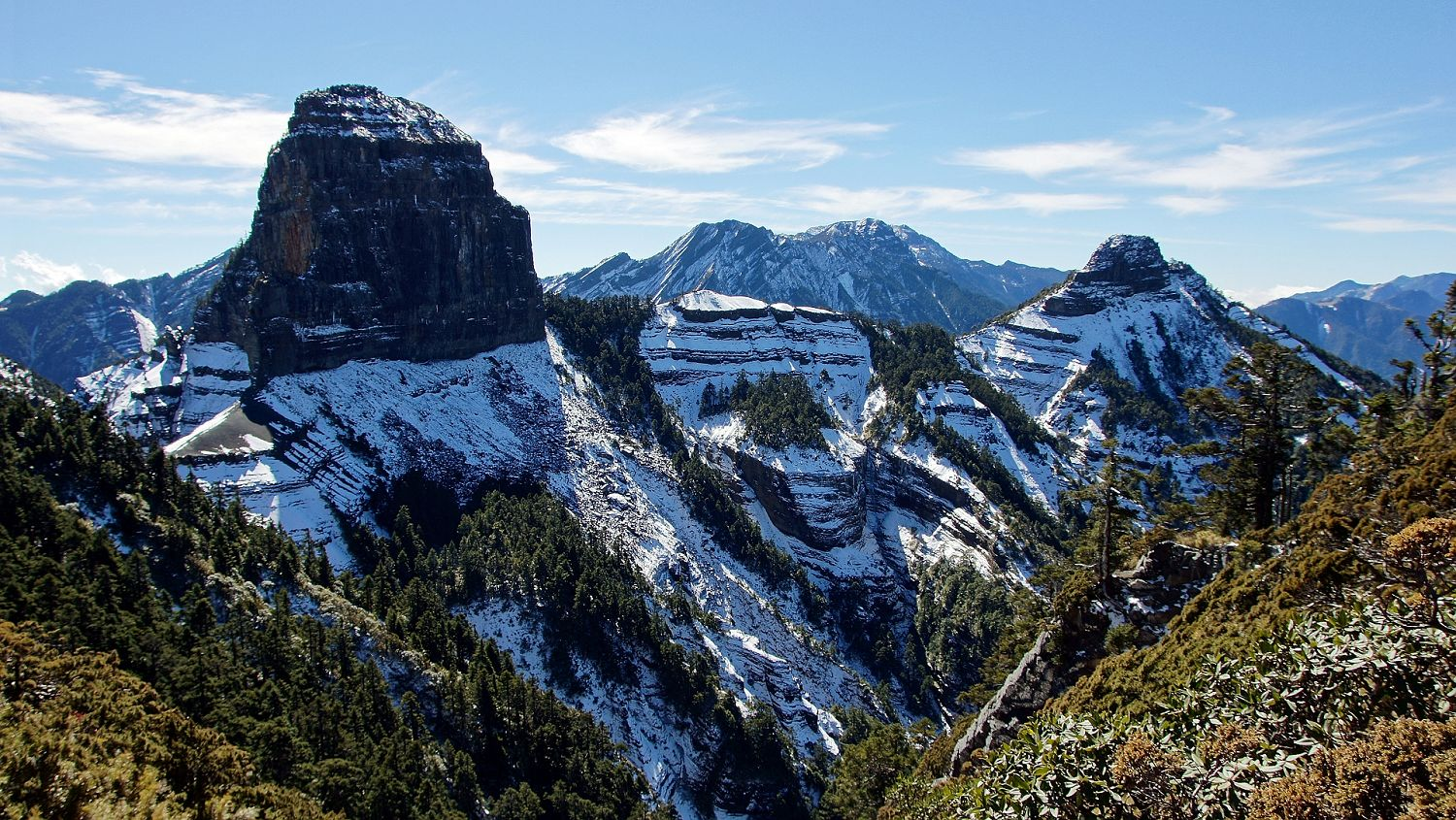
Mont Dabajian dans le comté de Hsinchu

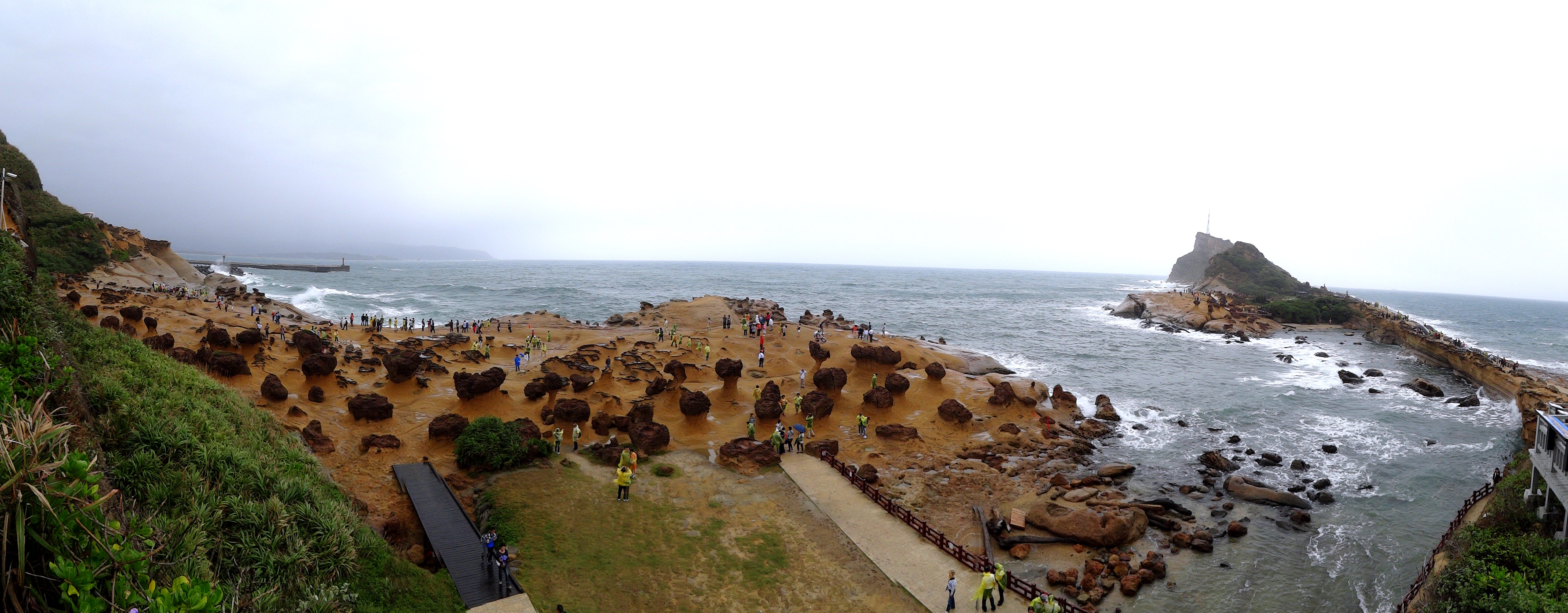
Géoparc Yehliu dans le Nouveau Taipei

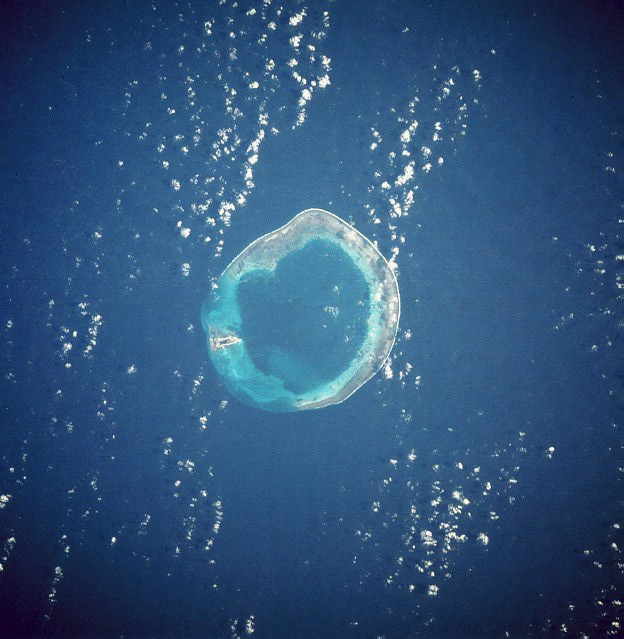
Parc national des îles Pratas

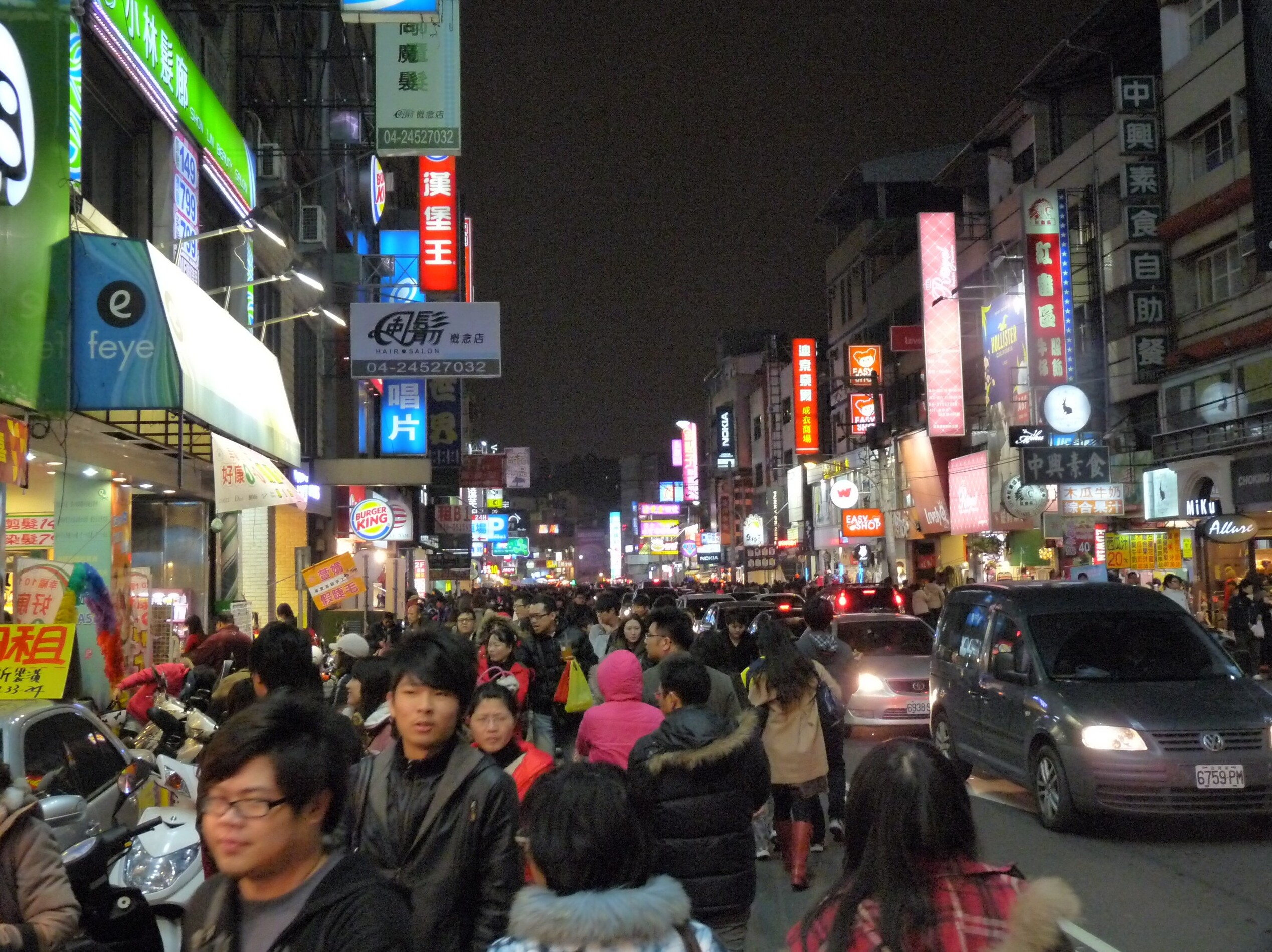
Marché nocturne de Fengjia à Taichung

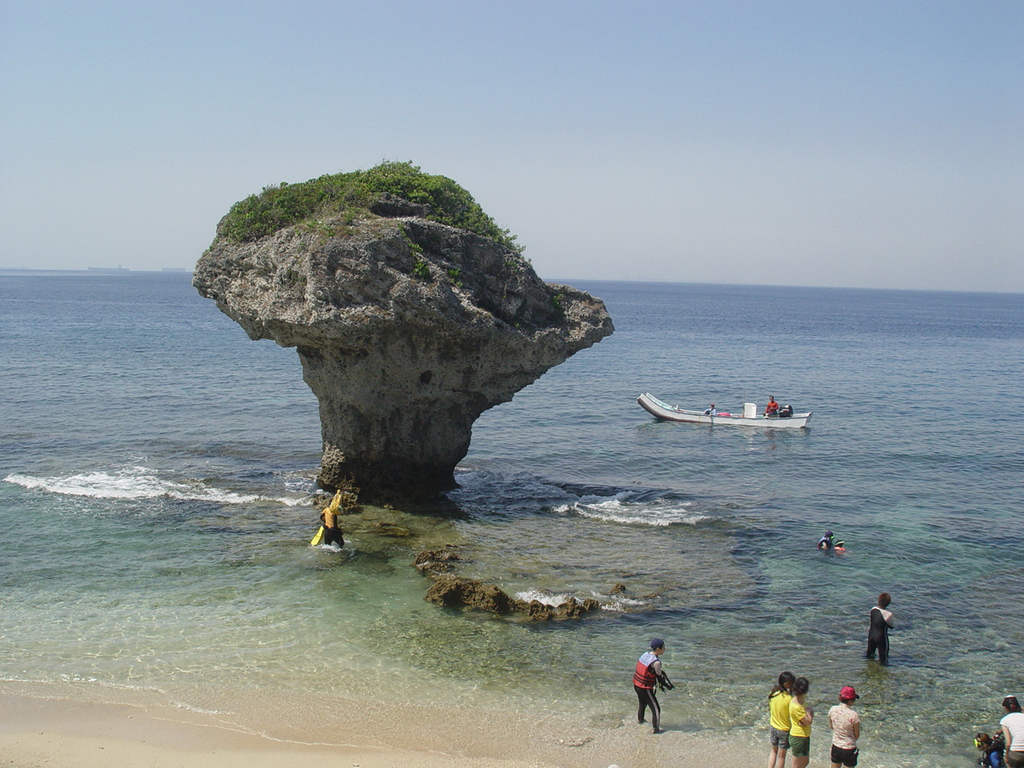
île Lamay dans le comté de Pingtung

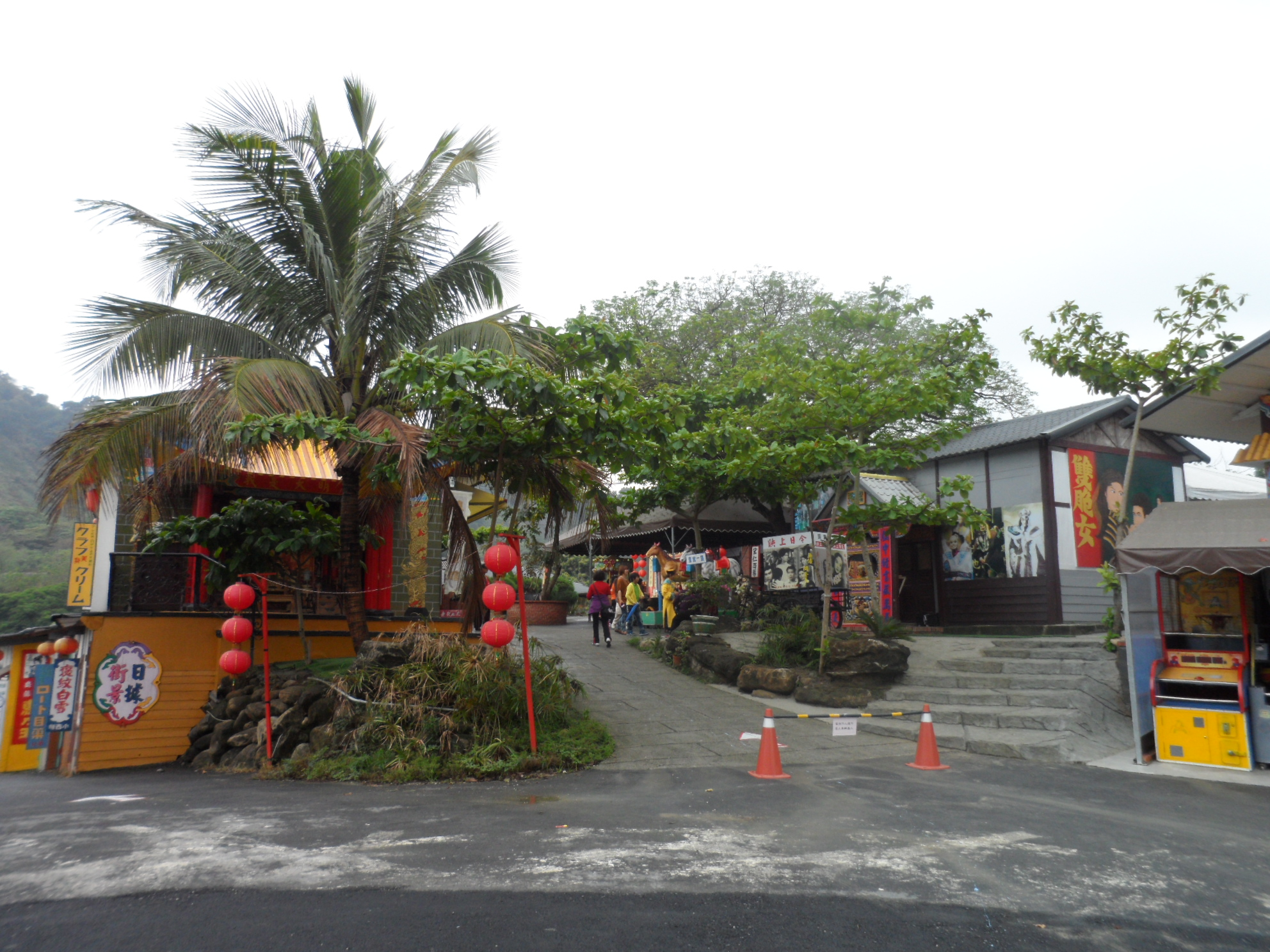
Taiwan Studio City à Tainan

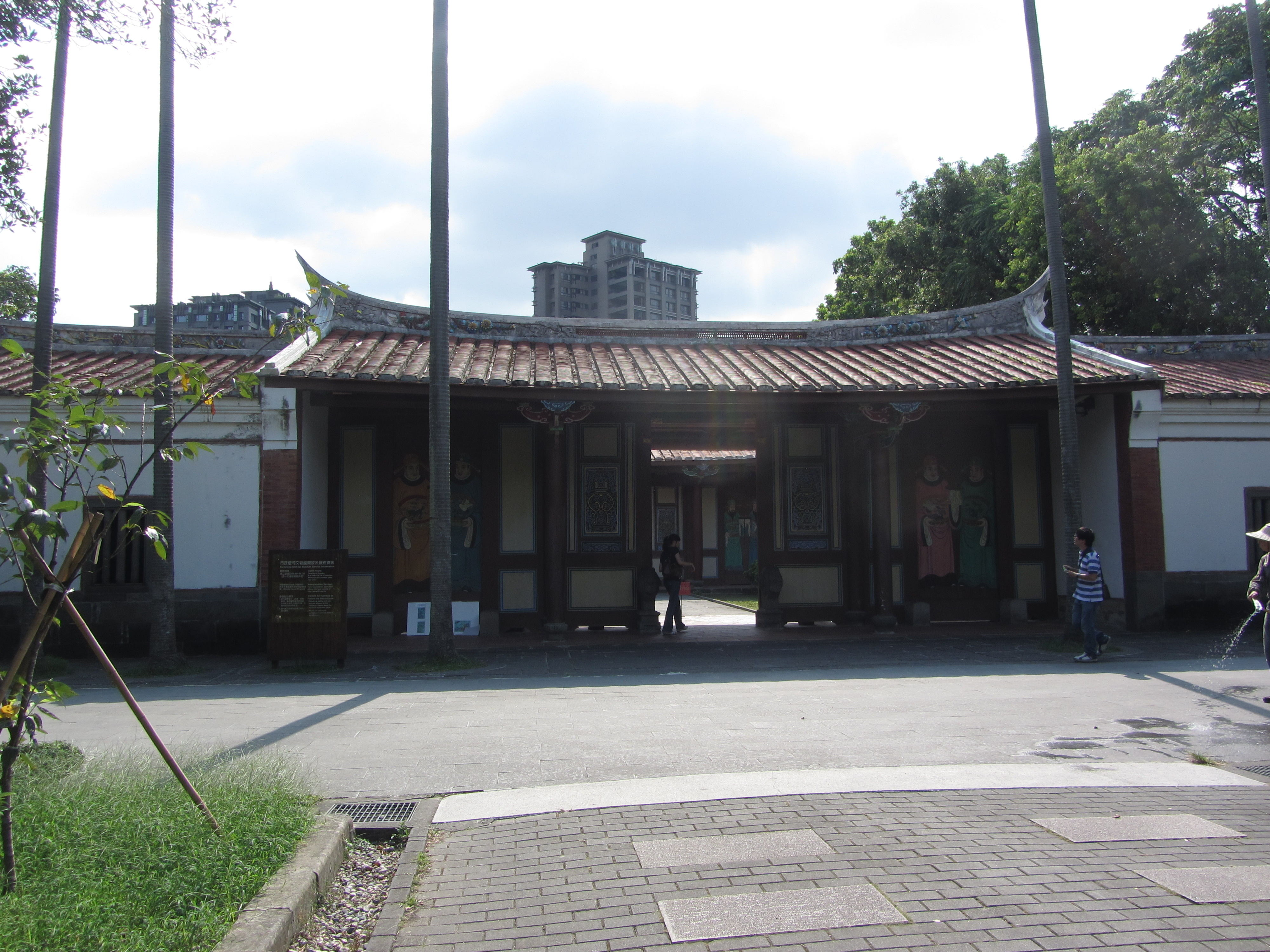
Bâtiment de l'Administration provinciale de la dynastie Qing à Taiwan à Taipei

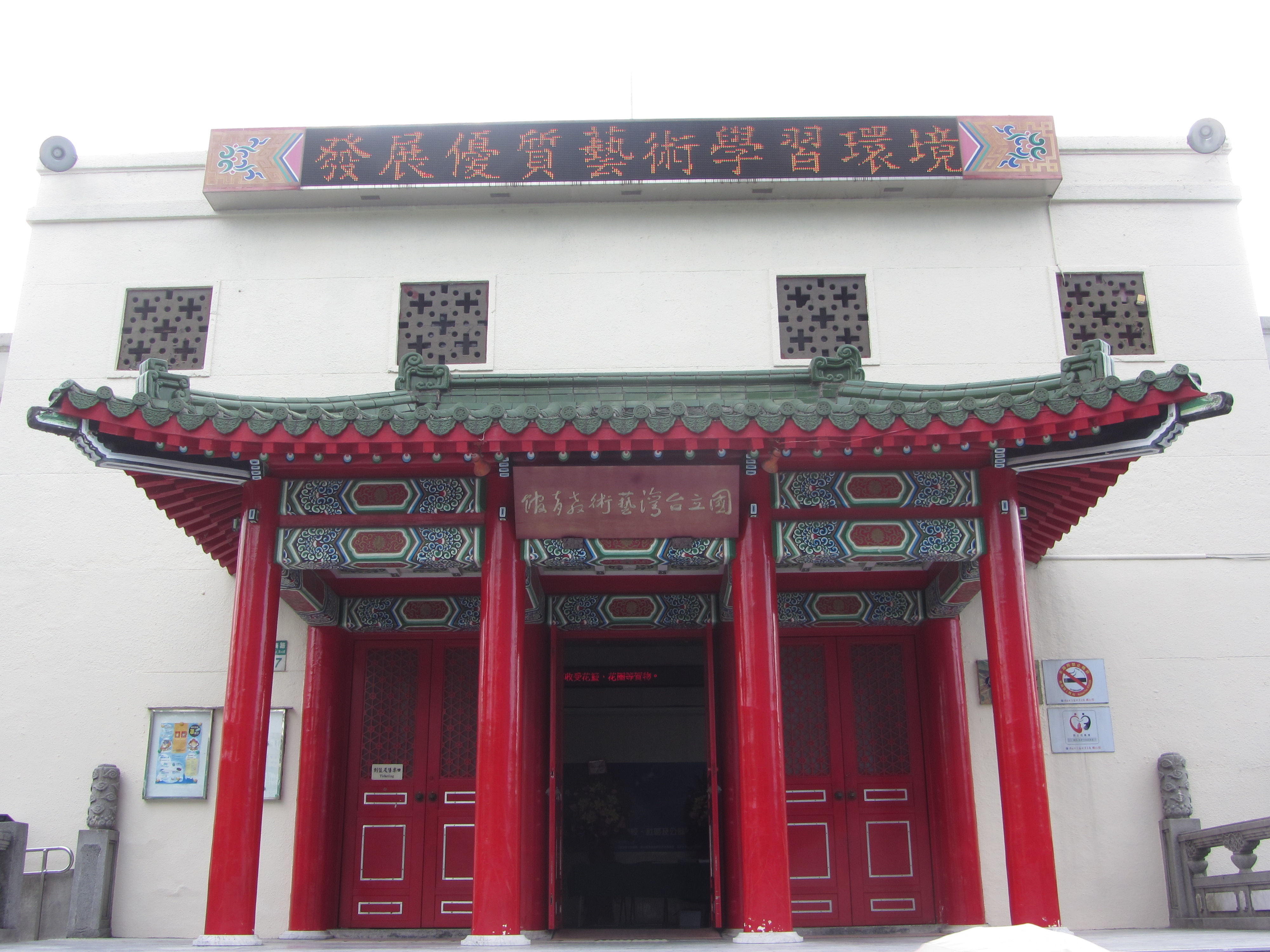
Centre national d'éducation artistique de Taiwan à Taipei

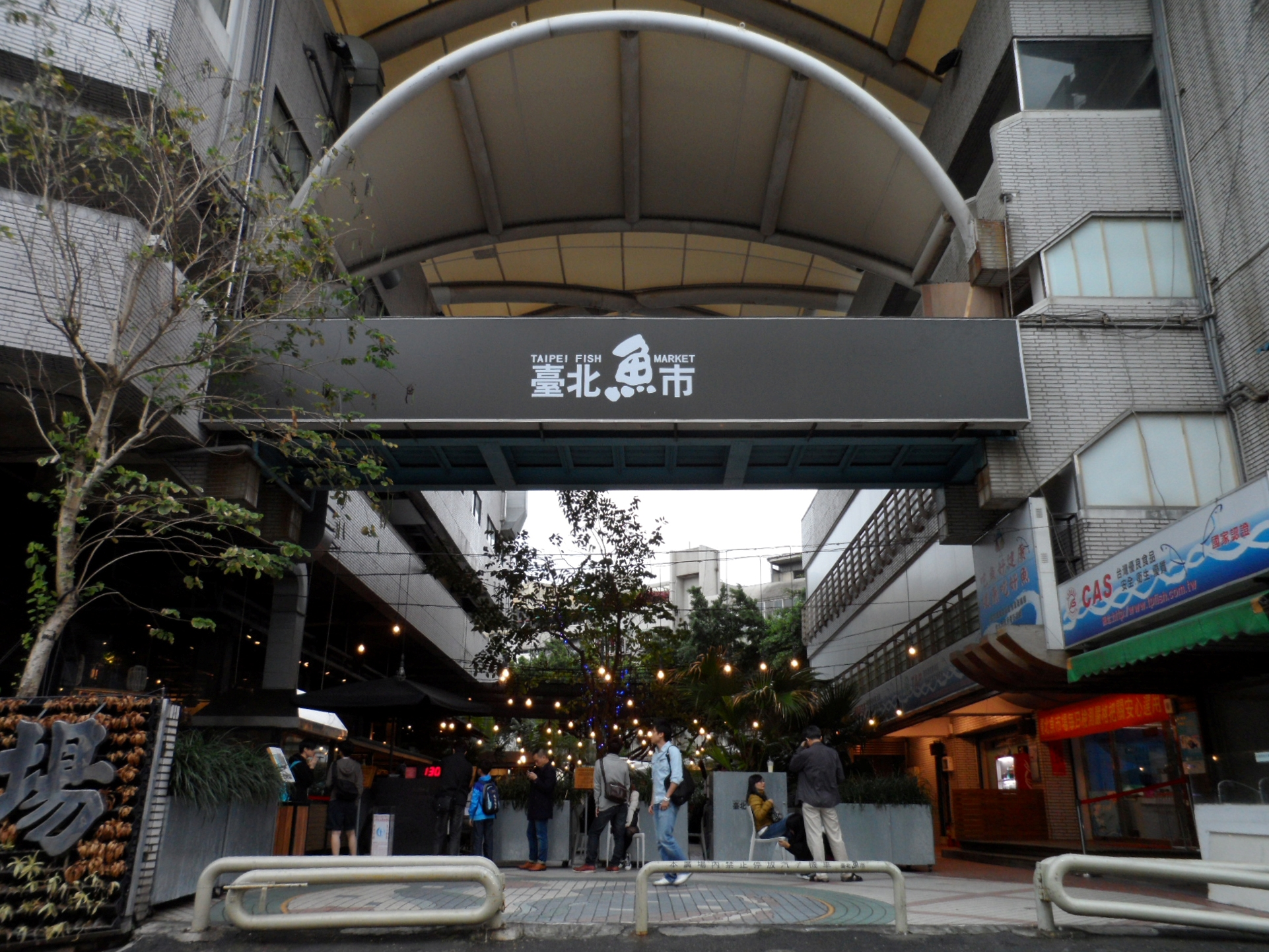
Marché aux poissons de Taipei

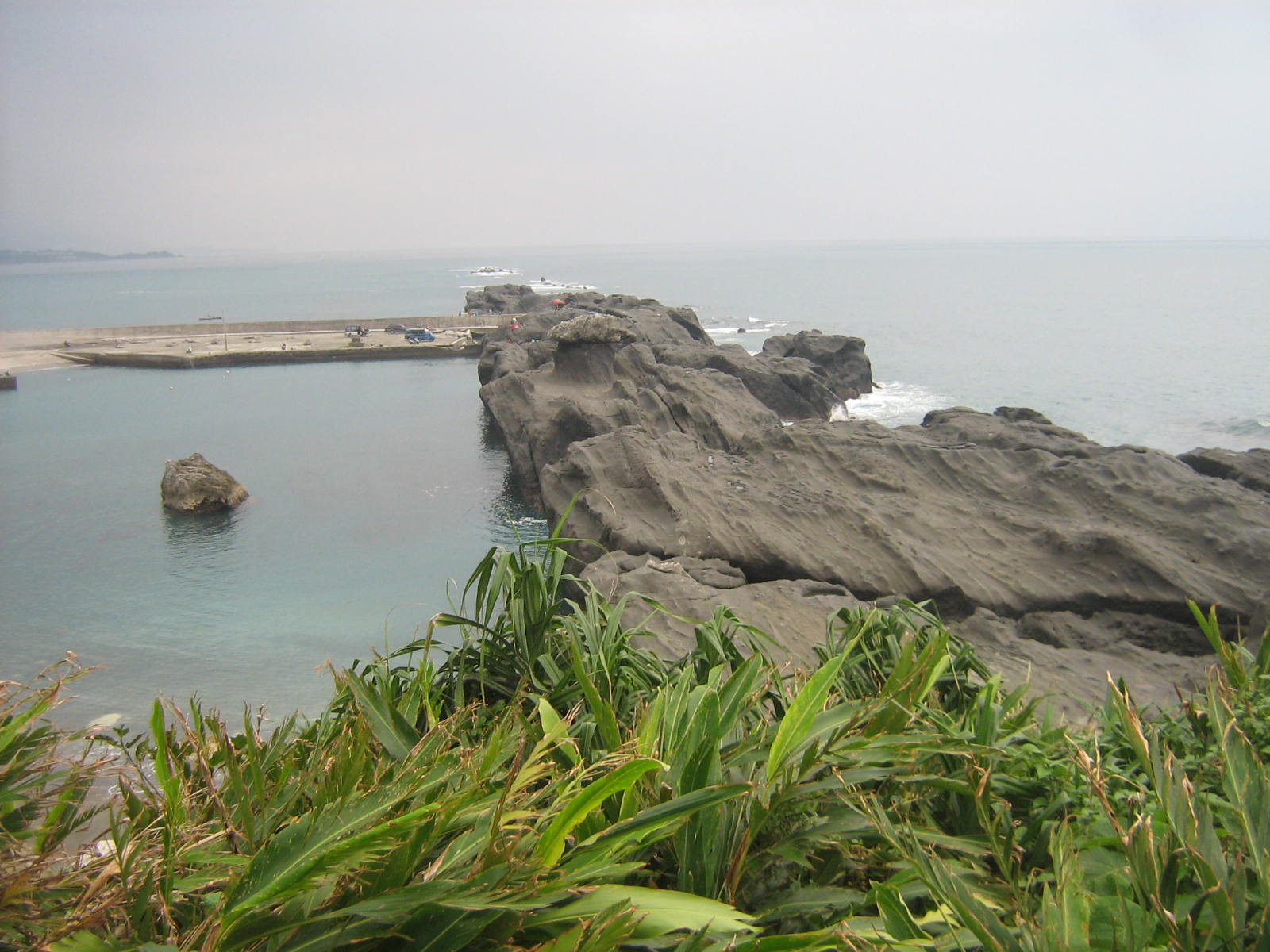
Stone Umbrella dans le comté de Taitung

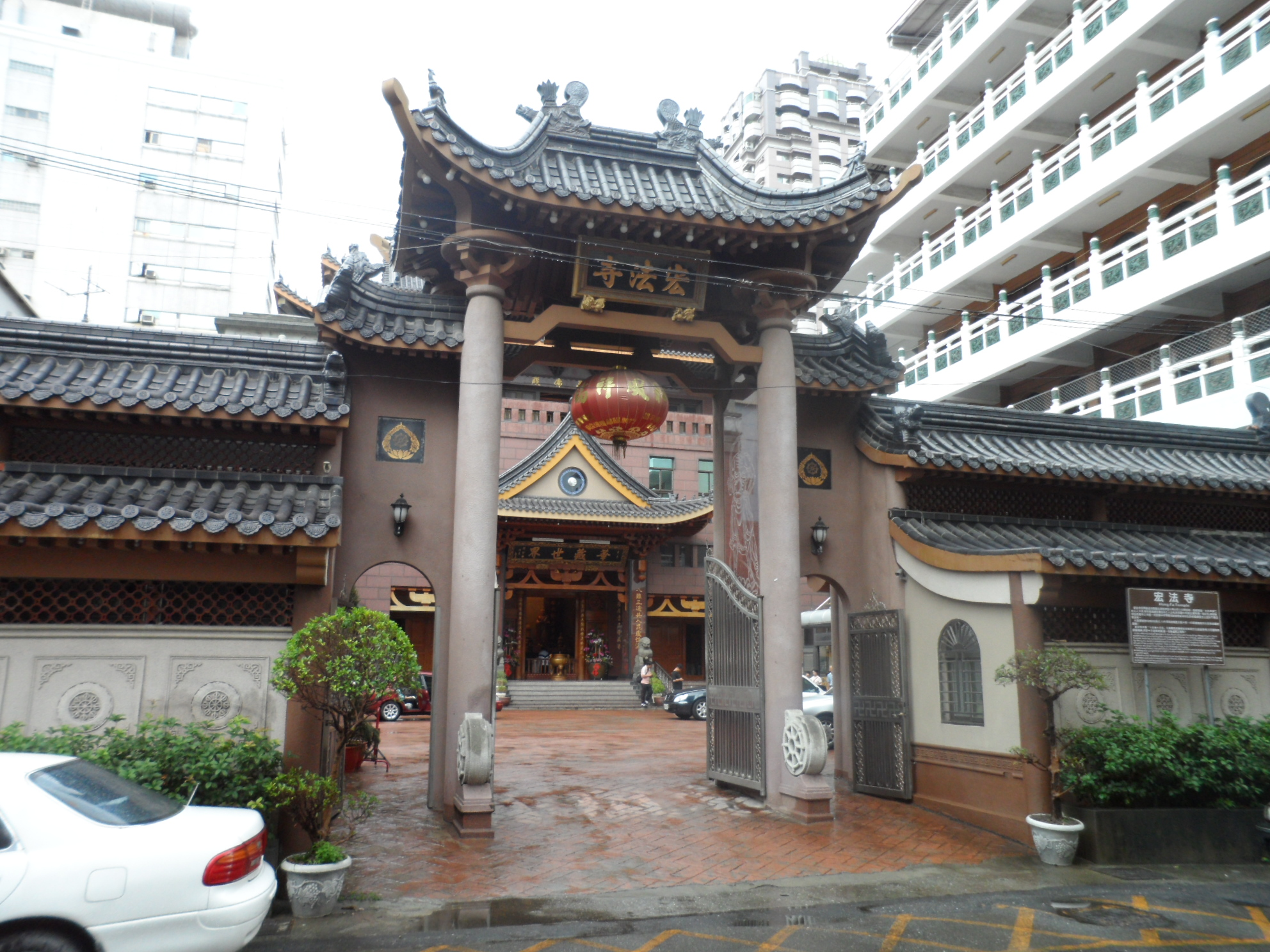
Temple Hong Fa à Kaohsiung

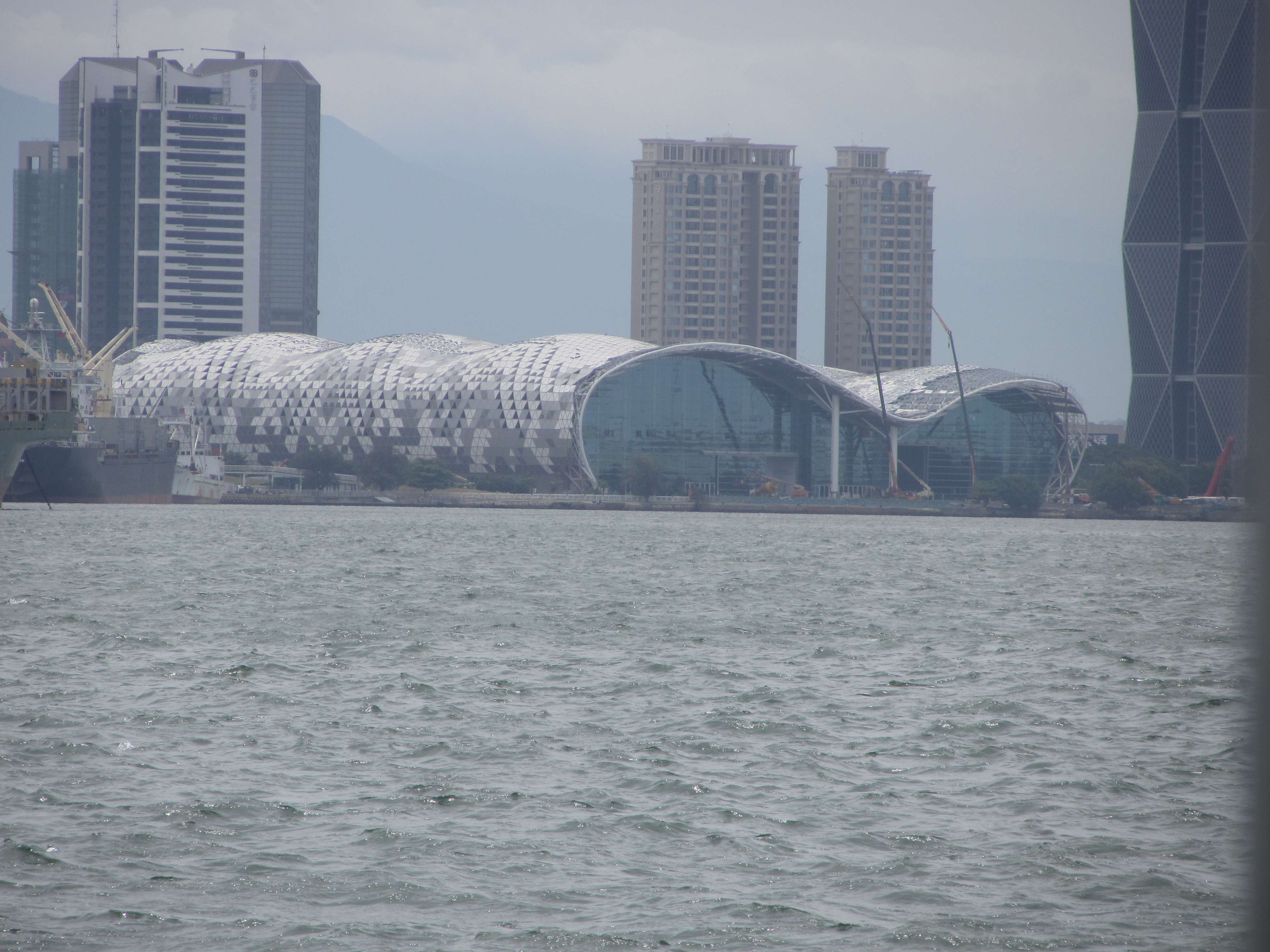
Centre d'exposition de Kaohsiung

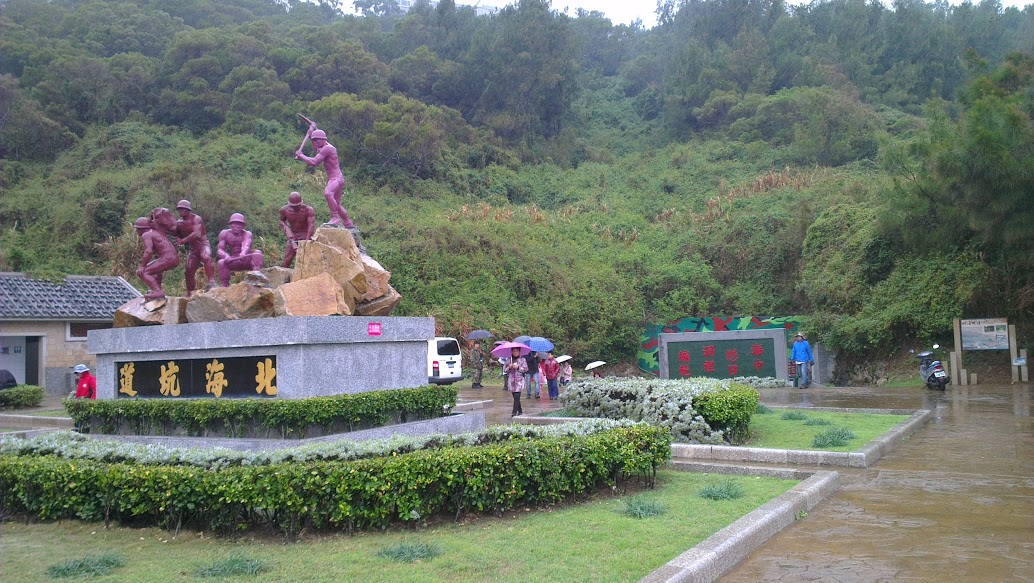
Tunnel de Beihai dans le comté de Lienchiang

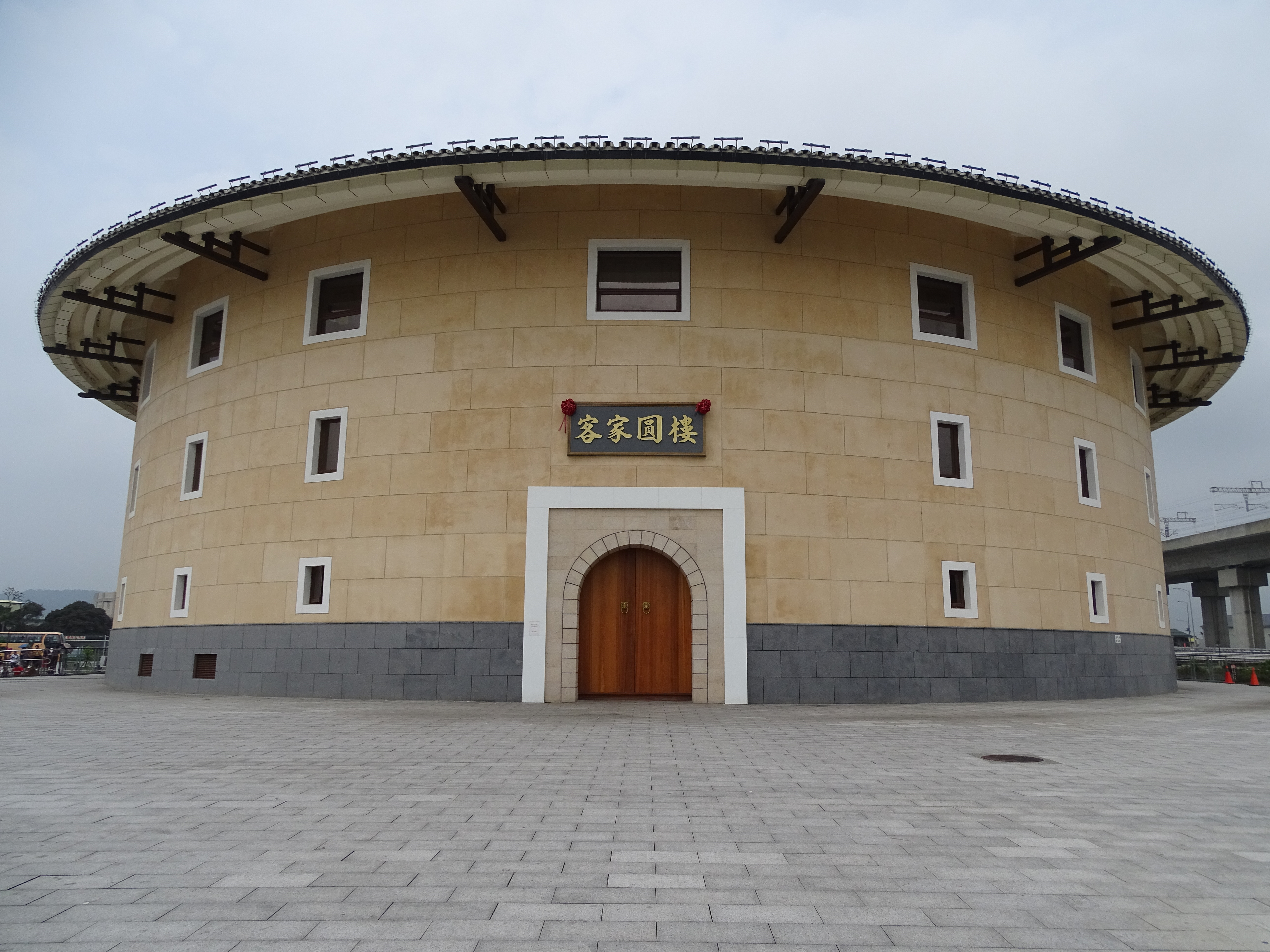
Maison ronde Hakka dans le comté de Miaoli

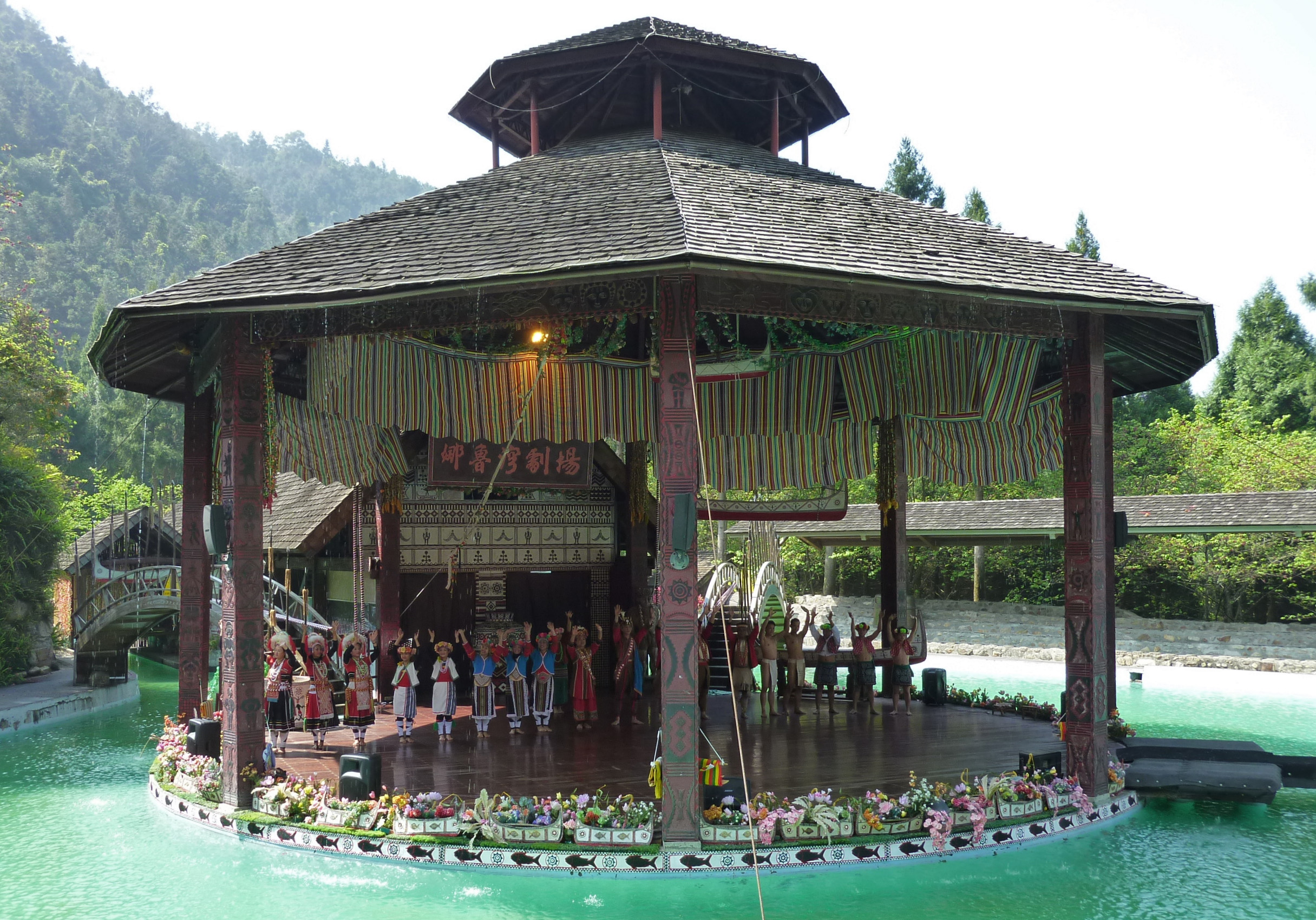
Village de culture aborigène formosan

Les attractions touristiques populaires de Taïwan sont les suivantes : 

## Attractions

### Bâtiments historiques
- Tunnel de Beihai (Beigan)
- Tunnel de Beihai (Nangan)
- Daxi Wude Hall
- Eternal Golden Castle
- First Guesthouse
- Académie tutorielle de Fongyi
- Ancien consulat britannique de Takao
- Ancien centre de communication de la marine japonaise de Fongshan
- Ancien observatoire météorologique de Tainan
- Fort Provintia
- Fort Saint Domingue
- Fort Zeelandia
- Ferme Fuxing
- Grande porte sud de Fucheng
- Résidence Gulongtou Zhenwei
- Fort Hobe
- Académie Jhen Wen
- Grand Hôtel de Kaohsiung
- Résidence officielle du commandant du Fort Keelung
- Ancienne résidence de Lee Teng-fan
- Manoir et jardin de la famille Lin
- Tour de la porte est de Meinong
- Moving Castle
- Site de Niumatou
- Porte nord de la ville de Xiong
- Palais présidentiel de Taipei
- Fort Qihou
- Administration provinciale de la dynastie Qing à Taïwan
- Moulin à papier de Shihlin
- Maison d'hôtes de Taipei
- Maison de thé Tianma
- Murs de Taipei
- Maison de thé Wistaria
- Atelier de l'académie supérieure d'agronomie et de foresterie
- Centre d'arts martiaux de Wude
- Manoir et jardin de la famille Lin de Wufeng
- Grand Hôtel de Yuanshan
- Maison d'histoire de Yunlin
- Zhongshan Hall

### Monuments commémoratifs
- Parc du Mémorial de la Paix 228
- Mémorial de l'escadron Black Bat
- Memorial Chen Jhong-he
- Mémorial de Tchang Kaï-chek
- Chin Pao San
- Mausolée Cihu
- Mémorial de la Goutte d'eau
- Sanctuaire du Printemps éternel
- Parc culturel et des droits humains de l'île Verte
- Parc d'histoire militaire de Jiji
- Parc culturel et Mémorial des droits de l'homme de Jing-Mei
- Sanctuaire Kagi
- Sanctuaire des martyrs de Kaohsiung
- Sanctuaire ancestral de Koxinga
- Sanctuaire national des martyrs de la révolution
- Sanctuaire Ogon
- Mémorial Sun Yat-sen
- Sanctuaire des martyrs de Taichung
- Sanctuaire des martyrs de Taoyuan
- Tombe de Chen Jhong-he
- Mausolée Touliao
- Mémorial Wang Yun-wu
- Parc mémoriel du village de Xiaolin

### Gratte-ciel
- Shin Kong Life Tower
- Sun-Shooting Tower
- Taipei 101
- Tuntex Sky Tower

### Lieux publics, places et centres d'art
- Centre des arts scéniques de Chiayi
- Parc culturel et créatif de Chung Hsing
- Centre artistique de Dadong
- Parc culturel de Hongmaogang
- Site artistique de la ville de Hsinchu
- Parc créatif Huashan 1914
- Place de la Liberté
- Galerie commémorative Li Mei-shu
- Village artistique de Lukang
- Centre national des arts traditionnels
- Centre national des arts vivants de Changhua
- Centre national des arts vivants de Hsinchu
- Centre artistique Pier-2
- Parc culturel et créatif de Songshan
- Centre artistique du district Tun de Taichung
- Parc des industries culturelles et créatives de Taichung
- Parc culturel et créatif de Tainan
- Parc des expositions de Taipei
- Centre artistique de Taoyuan
- Centre de la vie culturelle du district de Xikou
- Salle de spectacle de Yuanlin
- Parc culturel de Zhecheng
- Salle artistique de Zhongli

### Temples et pagodes
- Temple Citian de Beipu
- Musée du Bouddha de Fo Guang Shan
- Temple Chaotian
- Palais Chi Ming
- Temple Chi Nan
- Monastère de Chung Tai Chan
- Palais Cide
- Palais Cih Ji
- Temple Ciyou
- Temple Confucius de Changhua
- Temple Confucius de Chiayi
- Temple Confucius de Kaohsiung
- Temple Confucius de Tainan
- Temple Confucius de Taipei
- Temple Confucius de Taïwan
- Temple Dalongdong Baoan
- Pagodes Dragon et Tigre
- Fo Guang Shan
- Temple Guandu
- Temple Hong Fa
- Hsing Tian Kong
- Pagode Maoshan
- Temple Longshan
- Nung Chan
- Pavillon Pei Chi
- Temple Qing Shui
- Temple Shandao
- Pavillons de Printemps et d'Automne
- Temple Wen Wu du Sun Moon Lake
- Temple des Cinq Concubines
- Pagode Wentai
- Temple Xiangde
- Temple Xiluo Guangfu
- Temple Zushi

### Églises
- Église High-Heel Wedding
- Cathédrale du Saint Rosaire de Kaohsiung
- Chapelle commémorative Luce

### Mosquées
- Mosquée An-Nur de Tongkang
- Mosquée At-Taqwa
- Mosquée de Kaohsiung
- Mosquée de Longgang
- Mosquée de Taichung
- Mosquée de Tainan
- Mosquée culturelle de Taipei
- Grande mosquée de Taipei

### Musées
- Musée du séisme 921 de Taïwan
- Musée de l'usine de cosmétique Arwin
- Musée des affaires de l'assemblée du Yuan legislatif
- Musée de la guerre d'artillerie du 23 août
- Musée des sources chaudes de Beitou (en)
- Musée de Beitou
- Jardin de prunes de Beitou
- Musée de l'usine des microbes bénéfiques
- Musée Bo Yang
- Musée de la santé BRAND
- Musée de la culture Bunun
- Musée des arts de Changhua
- Parc de préservation de la faille de Chelungpu
- Musée d'histoire de Chengkungling
- Musée de Chi Mei
- Musée municipal de Chiayi
- Musée Chihsing Tan Katsuo
- Musée des meubles chinois
- Musée Chung Li-he
- Musée des postes Chunghwa
- Musée de coquillages de Cijin
- Musée Coca-Cola
- Musée du Corail
- Musée de la Culture du Bureau de la municipalité de Sikou
- Musée maritime Evergreen
- Musée des arts de Fangyuan
- Musée de la Sécurité incendie des pompiers de Taipei
- Ancienne résidence de Zhang Xueliang
- Musée de Formosa Plastics Group
- Musée écologique de la fabrication mobilière de Tainan
- Musée du verre de Hsinchu
- Musée de l'Or du Nouveau Taïpei
- Musée de la guerre de Guningtou
- Musée du miel
- Musée de la protection incendie de Hsinchu
- Musée de la sculpture sur pierre du comté de Hualien
- Musée écologique de la montagne Huoyan
- Musée du cinéma de Hsinchu
- Musée des fossiles de Jiaxian
- Musée Ju Ming
- Musée de l'astronomie de Kaohsiung
- Musée de la culture Hakka de Kaohsiung
- Musée portuaire de Kaohsiung
- Musée des Beaux-Arts de Kaohsiung
- Musée d'histoire de Kaohsiung
- Musée du travail de Kaohsiung
- Musée Kuo Yuan Ye de la pâtisserie
- Musée Lanyang
- Musée de l'histoire des marionnettes de Li Tien-lu
- Musée de la bande dessinée de Liu Hsing-chin
- Musée des arts populaires de Lukang
- Musée de la toupie Mei-hwa
- Musée de la culture Hakka de Meinong
- Musée de la céramique de Miaoli
- Musée des chemins de fer de Miaoli
- Musée des miniatures de Taïwan
- Musée d'entomologie Muh Sheng
- Musée d'anthropologie
- Musée des archives
- Musée d'Art contemporain de Taipei
- Musée des Eaux
- Musée des humanités médicales
- Musée du folklore Saisiat
- Musée des religions mondiales
- Musée de la zoologie
- Musée de l'Université nationale Cheng Kung
- Musée national d'histoire de Taïwan
- Musée national de la biologie marine
- Musée national des sciences naturelles
- Musée national de la Préhistoire
- Musée national de l'histoire de Taïwan
- Musée national de la littérature taïwanaise
- Musée national du Palais
- Musée national de la radio
- Musée de la technologie et des sciences naturelles
- Musée national de Taïwan
- Musée national des beaux-arts de Taïwan
- Musée Hakka du Nouveau Taipei
- Musée des céramiques de Yingge
- Musée de la culture traditionnelle de Penghu
- Musée du café Ping Huang
- Musée du thé Ping-Lin
- Musée des arts de Pingtung
- Musée de l'armée de l'air taïwanaise
- Musée des forces armées taïwanaises
- Musée des présidents de la République de Chine
- Musée Rueylong
- Musée de la sculpture sur bois de Sanyi
- Musée d'archéologie de Shihsanhang
- Résidence officielle de Shilin
- Musée des aborigènes formosan Shung Ye
- Musée de la fermentation de la sauce soja
- Musée du soja et de la viande mixte
- Musée de la culture des oignons de printemps
- Musée commémoratif du papier Suho
- Musée des arts et de l'anglais de Taichung
- Musée de l'astronomie de Taipei
- Musée de la ville de Taipei
- Musée des Beaux-Arts de Taipei
- Maison d'histoire de Taipei
- Musée des arts de Taitung
- Musée des ballons de Taïwan
- Musée des mines de charbon de Taïwan
- Musée du design de Taïwan
- Musée Hinoki de Taïwan
- Musée de la réforme agraire de Taïwan
- Musée de la créativité mentale de Taïwan
- Musée du mochi de Taïwan
- Musée du nougat de Taïwan
- Musée du sel de Taïwan
- Musée du sucre de Taïwan (Kaohsiung)
- Musée du sucre de Taïwan (Tainan)
- Musée du théâtre de Taïwan
- Taiwan Times Village
- Musée des chemins de fer de Takao
- Musée maritime de l'Université Tamkang
- Musée des boulettes de poisson Teng Feng
- Musée des arts verriers Tittot
- Musée des polices du monde
- Musée Atayal de Wulai
- Musée de la vie forestière de Wulai
- Musée de la distillerie Chia Chi Lan de Yilan
- Musée de l'exploration marine de Kaohsiung
- Musée d'art et de culture océanique Yangming
- Musée commémoratif Yu Da Wei Xian Sheng
- Musée des marionnettes de Yunlin
- Musée du charbon de Zaochiao

### Villes touristiques
- Anping
- Caoling
- Dajia
- Daxi
- Village de chats de Houtong
- Jiaoxi
- Jinguashi
- Jiji
- District de Jincheng
- Jiufen
- Lukang
- Meinong
- Tamsui

### Marchés nocturnes
- Marché nocturne de Caotun
- Marché nocturne de Fengjia
- Marché nocturne de Jin-Zuan
- Marché nocturne de Kaisyuan
- Marché nocturne de Lehua
- Marché nocturne de Liuhe
- Marché nocturne de Luodong
- Marché nocturne de Nanya
- Marché nocturne de la rue Raohe
- Marché nocturne de Ruifeng
- Marché nocturne de Shilin
- Marché nocturne de la rue Huaxi (Snake Alley)
- Marché aux fleurs de Tainan
- Marché nocturne de la route Wenhua
- Marché nocturne de la rue Zhonghua

### Rues touristiques
- Rue Centrale
- Vieille rue de Tamsui
- Vieille rue de Daxi
- Rue Dihua
- Rue Mofan
- Rue centrale de Sanfong
- Vieille rue de Toucheng
- Rue Yizhong

### Parc naturels et forêts
- Aire panoramique nationale d'Alishan
- Bitan
- Cap Eluanbi
- Cap Santiago
- Dakeng
- Double-cœur de pierres empilées
- Zone humide de Gaomei
- Zone de loisirs de la forêt nationale de Jhihben
- Petit Taïwan
- Maokong
- Aire panoramique nationale de Penghu
- Sansiantai
- Marais de Sihcao
- Aire panoramique nationalee de Siraya
- Arche de la Baleine
- Géoparc de Yehliu

### Lacs et Réservoirs
- Lac Changpi
- Lac Chengcing
- Lac Cueifong
- Lac Gugang
- Lac Lantan
- Lac Liyu
- Lac Longtan
- Étang du Lotus
- Lac Meihua
- Lac de lait (Milk Lake)
- Sun Moon Lake
- Réservoir Wusanto
- Lac Zhongzheng

### Montagnes et falaises
- Falaise de Chingshui
- Plateau Luye
- Mont Banping
- Mont Dabajian
- Mont Guanyin
- Mont Hehuan
- Mont Pingfeng
- Mont Qixing (en)
- Mont Shou
- Parc national de Yangmingshan
- Mont Yu

### Parcs nationaux
- Parc national de Kenting
- Parc national de Shei-Pa
- Aire panoramique nationale de la côte sud-ouest
- Parc national de Taijiang
- Parc national de Taroko
- Parc national de Yangmingshan
- Parc national de Yushan

### Parcs urbains et jardins
- Parc culturel de Beinan
- Parc de Bihu
- Jardins Changhua Fitzroy
- Parc riverain de Chengmei
- Parc de Chiayi
- Parc éolien de Cijin
- Parc forestier de Daan
- Parc de Dahu
- Parc riverain de Dajia
- Jardin botanique et tropical de Dapingding
- Parc aquatique de la rivière Dongshan
- Parc des sports d'Erlun
- Parc riverain de Guanshan
- Parc riverain de Guanshan
- Parc de l'île Hoping
- Parc métropolitain de Kaohsiung
- Parc de Kaohsiung
- Parc riverain de Meiti
- Parc riverain de Nanhu
- Parc de Nanxing
- Jardin de Rongxing
- Parc de Sanmin
- Parc de Shaochuantou
- Parc de Shuangxi
- Parc de Taichung
- Jardin botanique de Taipei
- Parc forestier de Taitung
- Parc de la Tour d'eau
- Parc métropolitain de Weiwuying
- Parc Wu Feng
- Aire panoramique nationale de Wulaokeng
- Parc de Xinzhong
- Parc riverain de Yingfeng

### Rivières
- Rivière Fengshan
- Rivière Keelung
- Rivière de l'amour
- Rivière Tamsui
- Rivière Xiuguluan

### Cascades et chutes d'eau
- Chute d'eau de Jiao Lung
- Cascade de Shifen
- Cascade de Wulai

### Plages
- Plage de Baisha
- Plage de Fulong
- Plage de Manzhou
- Plage de Neipi
- Plage de Qixingtan
- Plage de la baie sud (South Bay)
- Plage de Yanliao

### Ports, quais et jetées

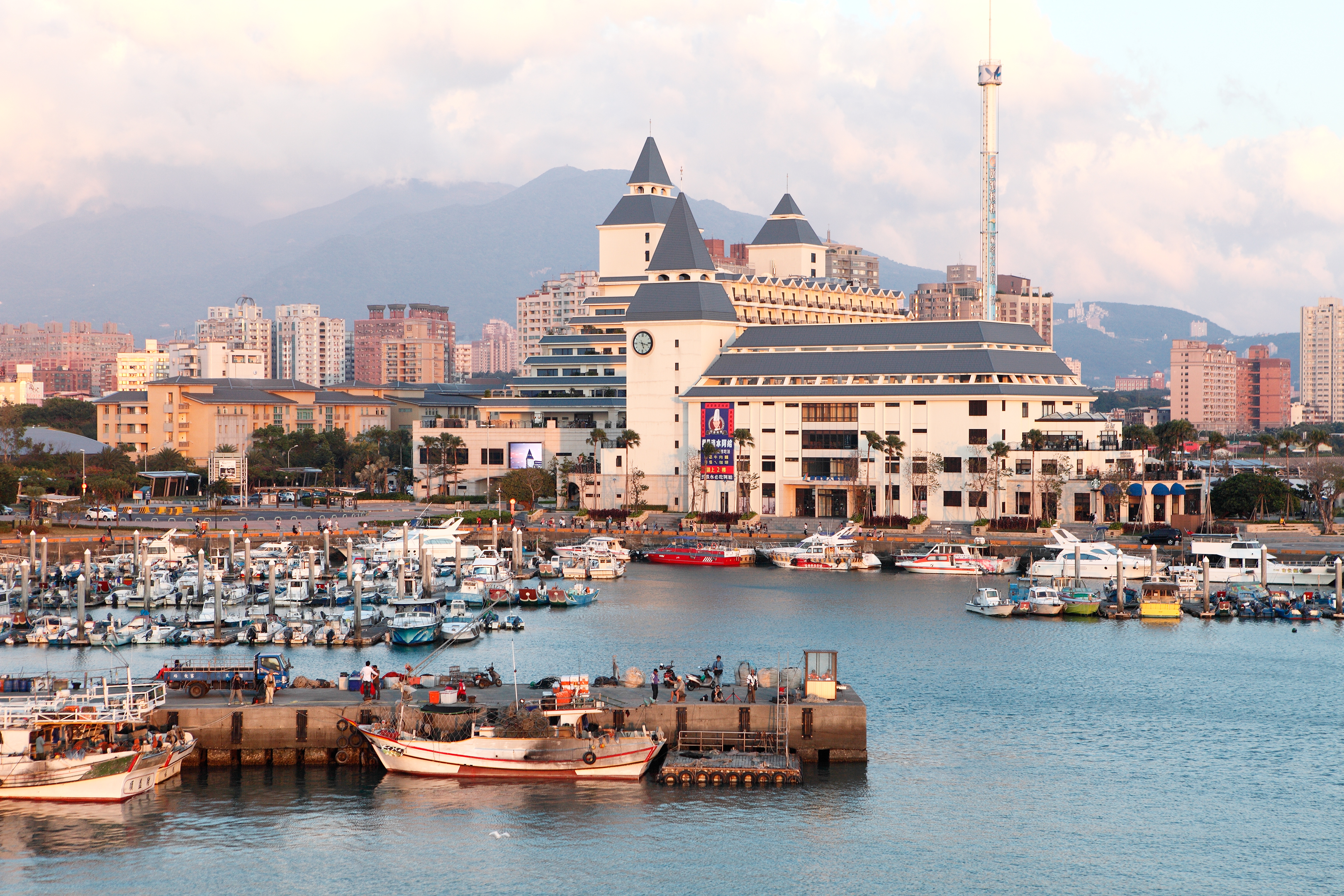
Quai du pêcheur de Tamsui

- Port de pêche de Badouzi
- Port de pêche de Fugang
- Port de pêche de Haishan
- Quai du pêcheur de Kaohsiung
- Jetée de l'amour
- Port de pêche de Shen'ao
- Quai du pêcheur de Tamsui
- Port de pêche de Wanggong
- Port de pêche de Wuci
- Port de pêche de Zhuwei

### Sources chaudes et froides
- Source chaude de Beitou
- Source chaude de Guanziling (en)
- Source chaude de Jhiben
- Source chaude de Jiaoxi
- Source froide de Su'ao
- Source chaude de Tai'an

### Îles et îlots
- Île Verte
- Îlot Jiangong
- Kinmen
- Île de Lalu
- Lamay
- Îles Matsu
- Lanyu
- Îles Pescadores

### Stations de loisirs
- Station de loisirs atayal
- Ferme récréative bunun
- Ranch Flying Cow
- Ferme écologique de Green World
- Station de loisirs de Jianshanpi Jiangnan
- Station de loisirs de Kentington
- Station de loisirs de Ming Shan
- Ferme Qingjing
- Ferme récréative de Shangri-La
- Ferme récréative de Toucheng
- Station de loisirs de Yun Hsien

### Centres culturels
- Centre traditionnel amis
- Parc culturel hakka de Dongshih
- Maison ronde hakka
- Parc culturel de Hongmaogang
- Centre culturel de Kaohsiung
- Centre culturel de Keelung
- Centre culturel Ketagalan
- Centre culturel mongol et tibétain
- Centre culturel Dadun de Taichung
- Centre culturel municipal de Tainan
- Centre culturel de Taipei
- Salle de la culture hakka de Taipei
- Salle de la culture hakka de Taoyuan
- Salle d'art et de culture de Wu Zhuo-liu
- Centre culturel de Xinying

### Parc d'attractions
- Bada Forest Theme Paradise
- Dalukung Land
- Parc d'attraction E-DA
- Fantasy World
- Formosa Fun Coast
- Village de culture aborigène de Formose
- Zone des sources chaudes de Hou Yen Shan
- Hsinchu Maple in the Spring Corp [1]
- Janfusun Fancyworld
- Parc d'attraction du champ de mines [2]
- Leofoo Village Theme Park
- Lihpao Land
- Parc d'attraction scientifique Little Ding-Dong
- Shan Gri La Paradise
- Sun-Link-Sea Forest and Nature Resort
- Parc d'attractions pour enfants de Taipei
- Parc aquatique de Taipei
- Taiwan Studio City
- Parc de Taroko
- Wan Ruey Forest Paradise
- West Lake Resortopia
- Parc d'attractions "Window on China"
- Yamay

### Zoos
- Parc aquatique Farglory
- Parc aviaire et écologique de Fonghuanggu
- Zoo de Hsinchu
- Zoo de Shou Shan
- Zoo de Taipei
- Wanpi World Safari Zoo
- Yehliu Ocean World

### Quartiers commerçants
- Urban Spotlight Arcade
- Ximending

### Centres commerciaux
- Breeze Center
- Core Pacific City
- Dream Mall
- Guang Hua Digital Plaza
- Hayashi Department Store
- Miramar Entertainment Park
- Taipei 101 Mall
- Marché aux poissons de Taipei
- Taipei City Mall
- Zhongshan Metro Mall

### Centres éducatifs
- Centre de découverte de Taipei
- Centre national d'éducation artistique de Taïwan
- Centre national d'éducation scientifique de Taïwan
- Centre d'exposition Taipower dans le sud de Taïwan

### Bibliothèques
- Bibliothèque municipale de Changhua
- Bibliothèque centrale de Taïwan
- Bibliothèque nationale de l'information publique
- Bibliothèque nationale de Taïwan
- Bibliothèque publique de Taipei

### Salles et théâtres
- Théâtre d'avant-garde de la rue Guling
- Centre de convention international de Kaohsiung
- Music-hall de Kaohsiung
- Centre d'exposition de Kaohsiung
- Archives cinématographiques de Kaohsiung
- Théâtre national et Salle de concert nationale de Taipei
- Nouveau hall d'exposition de Taipei
- Red House Theater
- Taipei Film House
- Centre de convention international de Taipei
- Taipei World Trade Center
- Taipei World Trade Center Nangan Exhibition Hall
- Théâtre Wellspring
- World Trade Center Taichung
- Théâtre de Xiluo

### Stades
- Stade des arts martiaux Chung Cheng
- Stade Fengshan
- Kaohsiung Arena
- Stade national
- Taipei Arena
- Taipei Dome
- Stade municipal de Taipei
- Stade provincial de Taïwan
- Taoyuan Arena
- Yunlin Indoor Arena

### Ouvrages
- Port de pêche de Bisha
- Pont du Nouveau Taipei
- Gare de Qishan
- Station de Shengxing
- Quai de traversier de Singuang
- Train panoramique de Wulai
- Pont de Xiluo
- Pont suspendu de Baishihu

## Attractions par région
- Liste des attractions touristiques de Taipei

## Anciennes attractions
- Musée des enfants de Taipei
- Centre de la culture et du cinéma chinois
- Musée de l'aviation Chung Cheng
- Maisons en soucoupes volantes de Sanzhi

## Festivals
- Festival international de musique de Beigang
- Festival Formoz
- Festival du rock de Hohaiyan
- Festival du film de Taipei
- Festival des lanternes de Taïwan
- Women Make Waves
- Festival international de folklore et de jeux de société pour enfants de Yilan